# Тамауліпаський мескіталь
Тамауліпаський мескіталь (ідентифікатор WWF: NA0312) — неарктичний екорегіон пустель і склерофітних чагарників, розташований на півдні США та на північному сході Мексики.

## Географія

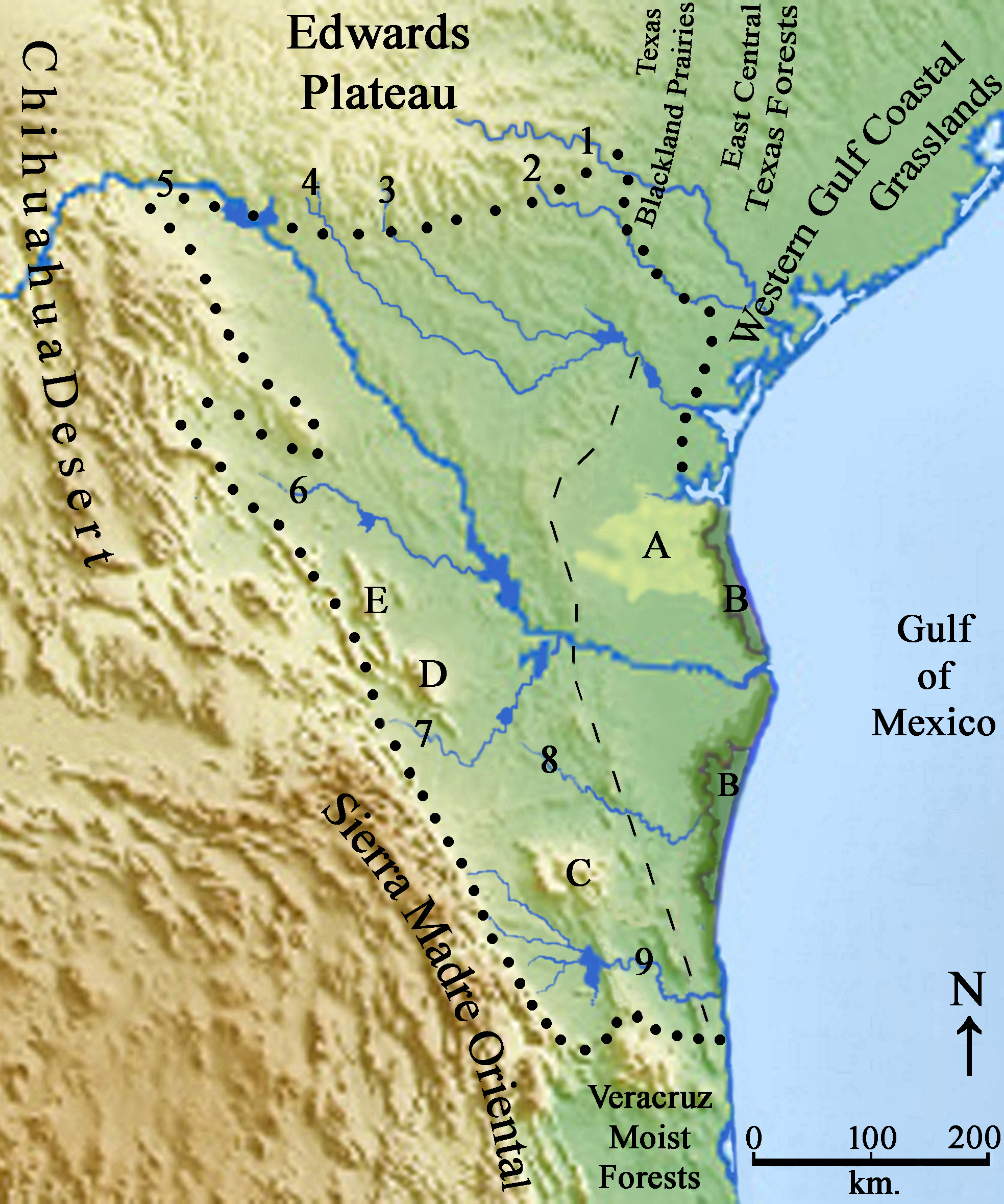
Межі біологічної провінції Тамауліпас — лінія з точок
Уступ Бордас — пунктирна лінія
A — Прибережні піщані рівнини
B — Лагуна-Мадре
C — Сьєрра-де-Сан-Карлос
D — Сьєрра-де-Пікачос
E — Сьєрра-де-Лампасос
1 — Річка Гуадалупе
2 — Річка Сан-Антоніо
3 — Річка Фріо
4 — Річка Нуесес
5 — Ріо-Гранде/ Ріо-Браво-дель-Норте
6 — Річка Саладо
7 — Річка Сан-Хуан
8 — Річка Сан-Фернандо
9 — Річка Сото-ла-Маріна

Екорегіон тамауліпаського мескіталю охоплює територію площею приблизно 125 000 км², розташовану на південному заході Техасу, північному сході Коауїли, півночі Нуево-Леону та крайній півночі Тамауліпасу. На захід від регіону простягаються гори Східної Сьєрра-Мадре, які відділяють екорегіон від більш посушливої пустелі Чіуауа. У передгір'ях Східної Сьєрра-Мадре поширені чагарники тамауліпаського маторалю. Вони утворюють перехідну зону між тамауліпаським мескіталем та екорегіонами сосново-дубових лісів Східної Сьєрра-Мадре і вологих лісів Веракрусу, розташованими західніше та південніше. На схід від екорегіону, на узбережжі Мексиканської затоки, поширені Прибережні луки заходу Мексиканської затоки, також відомі в Мексиці як тамауліпаський пастізаль. На північ від екорегіону тамауліпаського мескіталю поширені савани Едвардського плато, а на північний схід — ліси сходу Центрального Техасу та прерії техаського Блекленду. Враховуючи таке географічне положення, екорегіон тамауліпаського мескіталю є екологічним перехрестям між сходом та заходом, субтропіками та тропіками, Неарктикою та Неотропіками, що пояснює його високе біорізноманіття.
Екорегіон тамауліпаського мескіталю лежить у західній частині Примексиканської низовини. Уздовж східного краю екорегіону пролягає уступ Бордас, який тягнеться від південної межі регіону на північний захід до околиць міста Ріо-Гранде-Сіті в Техасі і далі на північний схід до водосховища Чок-Каньйон. На схід від уступу Бордас лежать низовини, що характеризуються глибокими піщаними ґрунтами. Значна частина цих рівнин, як на північ, так і на південь від американсько-мексиканського кордону, була перетворена на сільськогосподарські угіддя. На захід від уступу Бордас поширені рівнини, над якими підіймаються пологі пагорби. З геологічної точки зору тут переважає товстий шар каліче, вкритий тонким шаром ґрунту з високим вмістом кальцію. Більша частина екорегіону погано підходить для землеробства, тому переважно використовується у скотарстві, а також є місцем проживання багатьох диких тварин.
На більшій частині екорегіону залягають шари кайнозойських вапняків, пісковиків, алевролітів та аргілітів, які злегка нахилені в бік моря. У прибережних районах до них додаються четвертинні відклади, а у внутрішніх районах на крайньому заході екорегіону трапляються давні крейдові відклади та відслонення. Середня висота екорегіону переважно становить менше 300 м над рівнем моря, а біля підніжжя Східної Сьєра-Мадре та плато Едвардс вона може досягати 500 м над рівнем моря.
Над рівнинами екорегіону підіймаються кілька невеликих гірських масивів, зокрема гори Сьєрра-де-Сан-Карлос. Подібно до гір Сьєрра-де-Тамауліпас, розташованих відразу за південною межею екорегіону, ці гори не є ані частиною третинних пластів Примексиканської низовини, ані складного складчасто-розломного поясу Східної Сьєрра-Мадре, що утворився у юрському та крейдовому періодах, а натомість є плутонічними інтрузіями, масивами магматичних порід (від нефелінових сієнітів до габро), що утворилися у середині третинного періоду. Подекуди в екорегіоні також трапляються невеликі масиви, утворені лужними базальтовими потоками.
Прибережна піщана рівнина, яку іноді називають "Пустелею диких коней", простягається приблизно на 100 миль вглиб континенту від Лагуни-Мадре. На півночі вона межує із затокою Баффін, а на півдні — з нижньою долиноню Ріо-Гранде. Третинні та четвертинні морські осадові породи тут перекриті товстим шаром пісків, товщина яких у багатьох місцях перевищує 1,8 метри. Незважаючи на те, що ця частина регіону загалом рівнинна, піски утворюють численні дюни, висота яких може досягати 9 м. Вкриті рослинністю піщані дюни перемежовуються активними, нестабільними дюнами, що переміщуються вітром. Активні дюни займають площу до 100 га, переважно у східній третині прибережної піщаної рівнини. Більшу частину цієї рівнини займають луки, на яких приморський бородачник (Schizachyrium scoparium var. littorale) домінує всюди, крім найвологіших ділянок. На цих вологих ділянках зустрічаються густі гаї віргінських дубів (Quercus virginiana) та медових мескітів (Prosopis glandulosa). Подекуди дубово-мескітові гаї сполучаються один з одним, утворюючі несуцільні пояси, які разом займають принаймні чверть прибережної піщаної рівнини. Там, де пісок осідає та видувається, утворюються численні ефемерні, безстічні водойми.

### Гідрологія

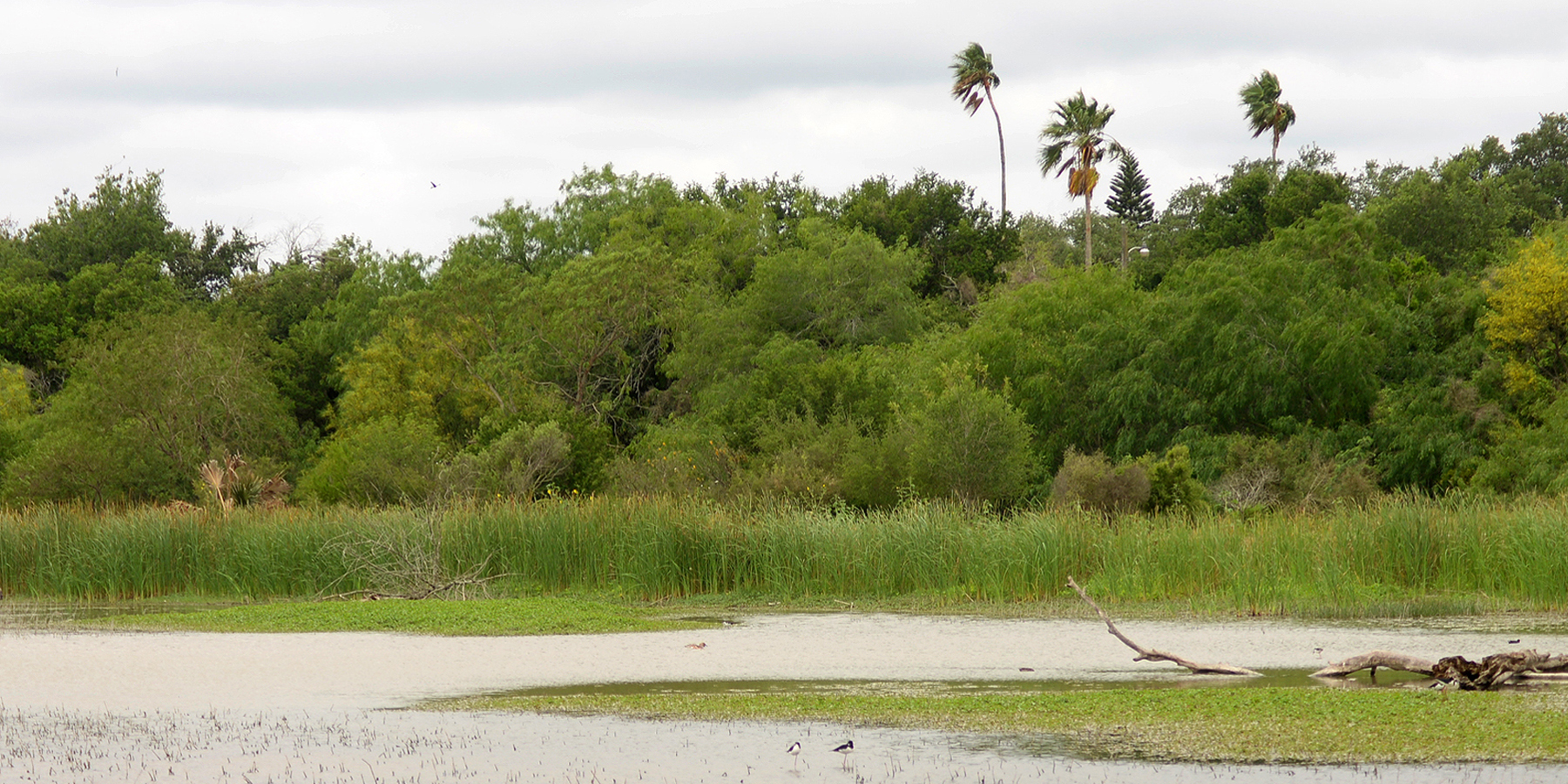
Ресака в Державному парку Естеро-Льяно-Гранде (Техас)

Незважаючи на напівпосушливий характер екорегіону, тут присутні різноманітні водно-болотні угіддя. Біля узбережжя Мексиканської затоки лежить Лагуна-Мадре, одна з п'яти гіперсолоних прибережних лагун у світі, яка сама по собі є важливою екосистемою. Далі в глибині материка, за лагуною, лежить відносно вузька смуга розрізнених прісноводних маршів (трав'яних боліт), що простягаються з півночі на південь. Рівень води у цих динамічних болотах коливається залежно від кількості опадів, тропічних штормів, вологих та сухих періодів. Ці великі та глибокі марші перемежовуються постійними та ефемерними прісноводними ставками, які підтримують популяції саламандр, черепах та мільйонів мігруючих водоплавних птахів, таких як американські попелюхи (Aythya americana).
Територію екорегіону перетинають кілька річок, всі з яких впадають до Мексиканської затоки. Багато з цих річок, звиваючись через плоску прибережну рівнину на схід від уступу Бордас, утворили незліченні стариці, ресаки та рукави, оточені маршами та болотами. У залишках прибережних зон, які ще не були розчищені під сільськогосподарські угіддя, поселення та промисловість, зустрічається напрочуд пишна рослинність, що нагадує тропічні джунглі, особливо на півдні екорегіону.
Поблизу північно-східної межі екорегіону протікає річка Сан-Антоніо, основна протока річки Гуадалупе. Серед інших великих річок, що перетинають територію екорегіону, слід відзначити Нуесес разом з притокою Фріо, Ріо-Гранде разом з притоками Саладо та Сан-Хуан, річку Сан-Фернандо, також відому як Кончос, а також річку Сото-ла-Маріна разом з притоками Ріо-Сан-Карлос, Ріо-Пілон, Сан-Антоніо, Ріо-Пуріфікасьйон, Ріо-Корона та Ріо-Санта-Ана.
Найбільшою річкою в екорегіоні, що перетинає його навпіл, є Ріо-Гранде, також відома в Мексиці як Ріо-Гранде-Дель-Норте. Цей широкий та звивистий водний шлях утворює кордон між США та Мексикою. Раніше в заплавах нижньої Ріо-Гранде росли гаї техаських пальметто (Sabal minor), завдяки яким перші іспанські дослідники називали річку Ріо-де-лас-Пальмас. Наразі від цих гаїв у нижній долині Ріо-Гранде залишилася лише невелика ділянка площею 74 га.
В екорегіоні також є кілька великих водосховищ, які були побудовані у XX столітті, протягом кількох десятиліть після Другої Світової війни. До цих водосховищ належать водосховище Чок-Каньйон та озеро Корпус-Крісті на річці Нуесес в США, Міжнародне водосховище Амістад та Міжнародне водосховище Фалькон на Ріо-Гранде, водосховище Венустіано Карранси в Коауїлі на річці Саладо, водосховище Ель-Кучільйо в Нуево-Леоні та водосховище Марте Гомеса в Тамауліпасі на річці Сан-Хуан, а також водосховище Вісенте Герреро в Тамауліпасі на річці Сото-ла-Маріна.

## Клімат
В межах екорегіону домінує напівпустельний клімат (BSh за класифікацією кліматів Кеппена). Літо в регіоні спекотне, навесні та восени випадає найбільше опадів, а зима сухіша за літо. Загалом на більшій частині екорегіону середньорічна кількість опадів коливається від 400 до 1000 мм. Тривалі періоди посухи є звичним явищем, але з Мексиканської затоки раптово можуть надходити вологі повітряні маси та тропічні циклони.

## Флора

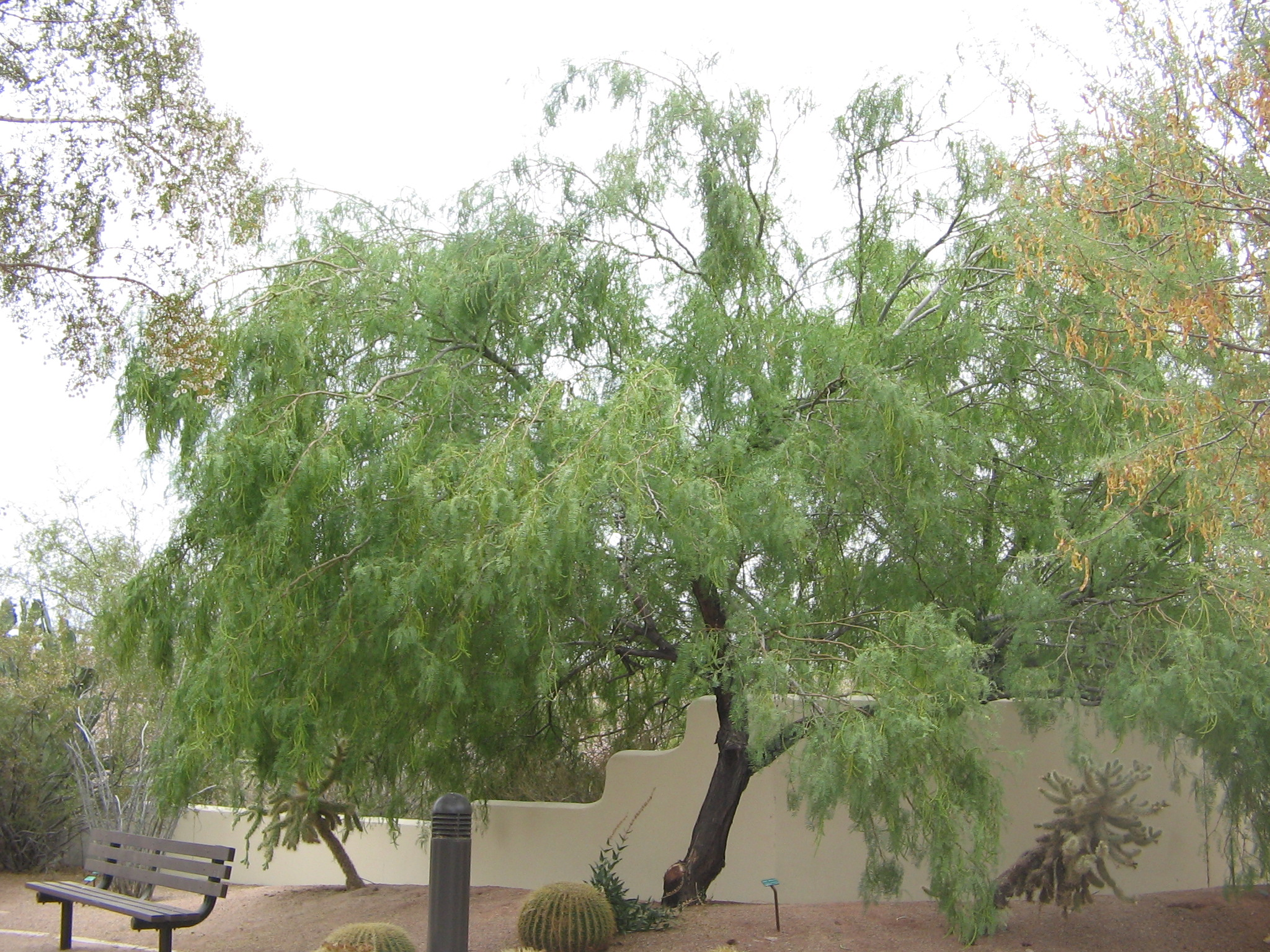
Медовий мескіт (Prosopis glandulosa)

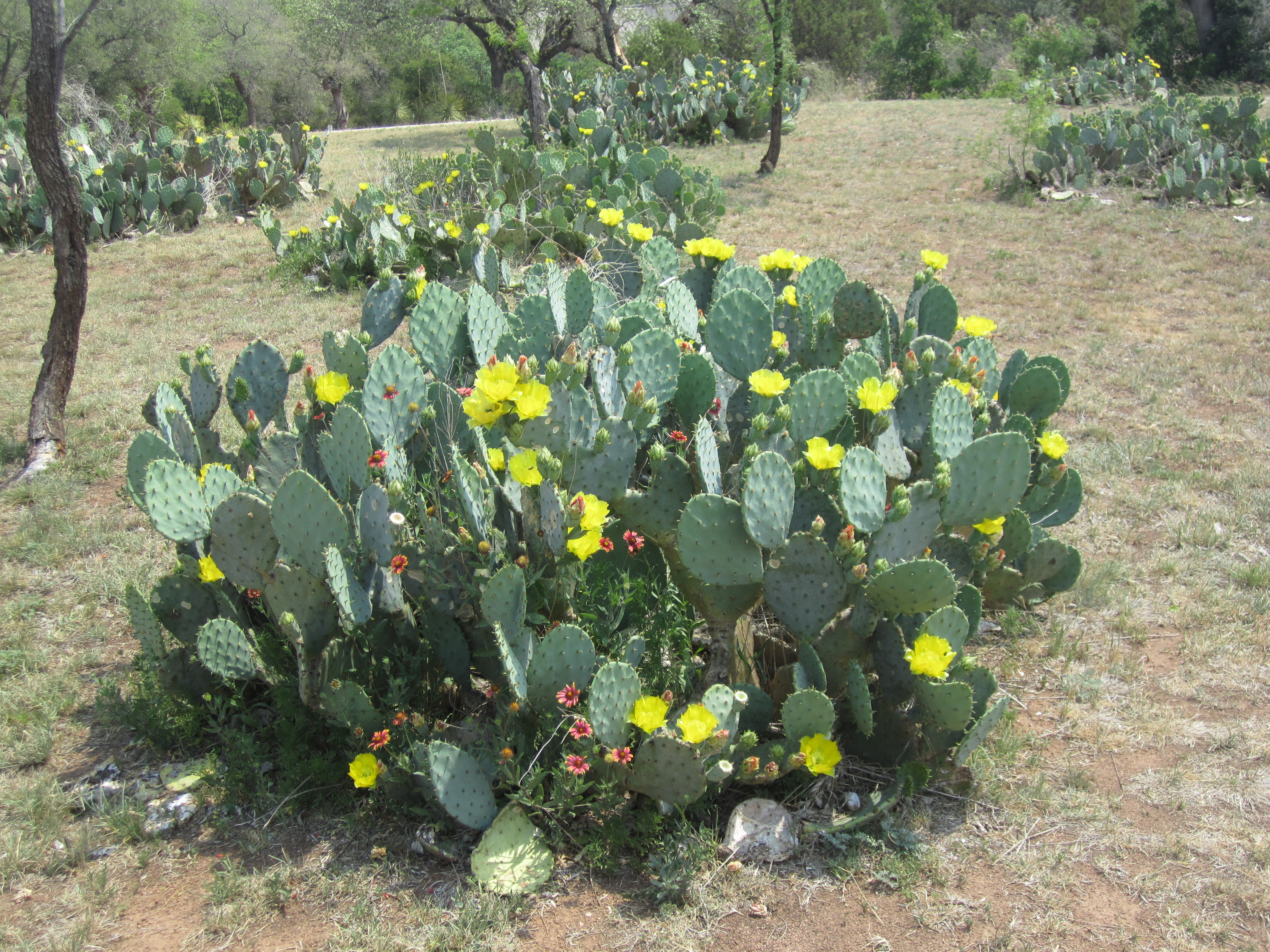
Техаська опунція (Opuntia lindheimeri)

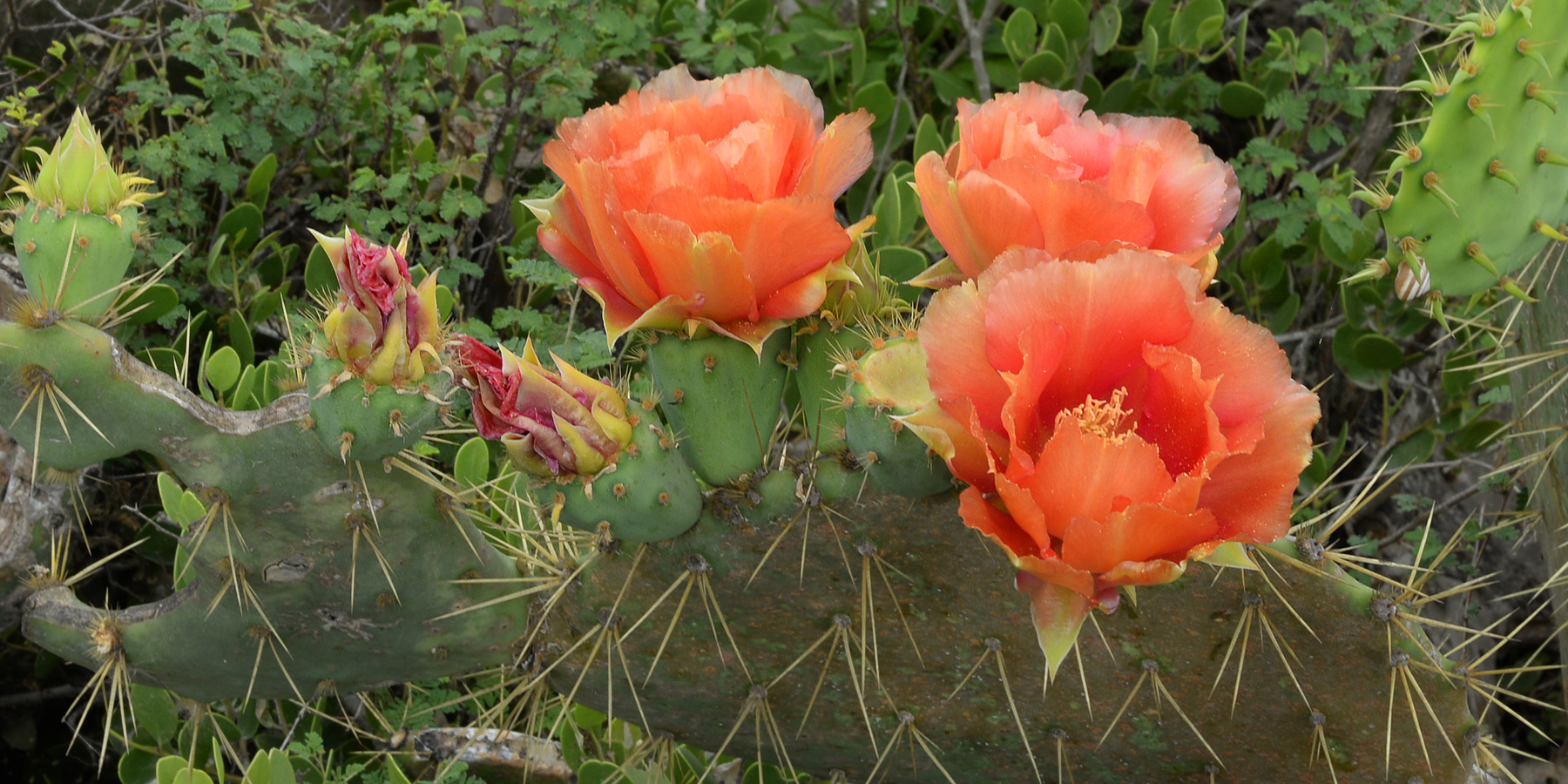
Квітуча техаська опунція (Opuntia lindheimeri)

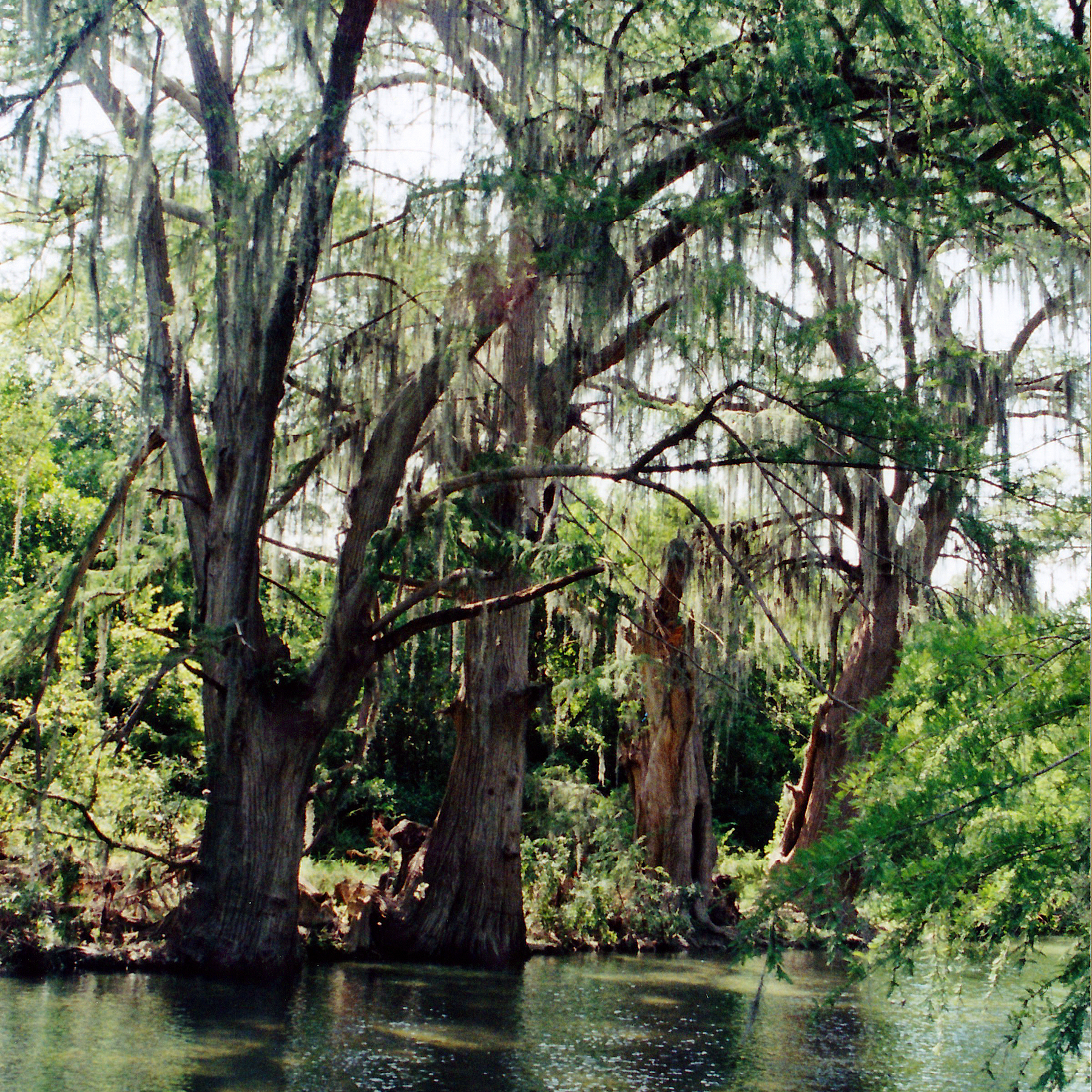
Мексиканський болотяний кипарис (Taxodium mucronatum) в Тамауліпасі

Основними рослинними угруповннями екорегіону є колючі напівпустельні мескітові чагарники, відомі як мескіталь. Їх основу складають колючі кущі та невисокі дерева, а також злаки, різнотрав'я та сукуленти. У цьому субтропічному середовищі багато з них ростуть протягом всього року, особливо на півдні. тривалі посухи або тропічні шторми й урагани можуть значно вплинути на рослинність мескіталю, особливо на трав'яний покрив: під час посушливих років він може бути рідкісним та пемежовуватися ділянками відкритого ґрунту, а під час вологих років він може бути густим та зеленим. Як правило, колючі чагарники мескіталю стають вищими та густішими з просуванням на схід, чому сприє вологий прибережний клімат. На сході екорегіону мескіталь може утворювати непрохідні хащі, тоді як у внутрішніх районах він зазвичай нижчий та більш відкритий. На структуру мескіталю також можуть впливати ґрунти. На більшій частині екорегіону ґрунти складаються з суміші піску та глини, однак локально зустрічаються ділянки, на яких переважають майже чисто піщані або глинисті ґрунти. Піщані ґрунти екорегіону, як правило, підтримують більш відкриту рослинність, що характеризується широко розставленими деревами та кущами, тоді як глинисті ґрунти підтримують більш різноманітну та густу рослинність.
Деякі види рослин, поширених в екорегіоні, зустрічаються майже повсюдно, на більшості типів ґрунтів та у різних типах рослинності, хоча їх рівень домінування й може бути різним. До таких видів належить медовий мескіт (Prosopis glandulosa), пустельний каркас (Celtis ehrenbergiana), пустельна різдвяна чолла (Cylindropuntia leptocaulis), техаська хурма (Diospyros texana), техаська опунція (Opuntia lindheimeri) та чорнощетинну акацію (Vachellia rigidula). Серед інших поширених в регіоні дерев та кущів, які частіше зростають на глинистих ґрунтах, слід відзначити найприємнішу алоїзію (Aloysia gratissima), прямий козячий кущ (Castela erecta), блакитну кондалію (Condalia hookeri), паперову анакауїту (Ehretia anacua), техаське гваякове дерево (Guaiacum angustifolium), техаську шавлію (Leucophyllum frutescens), мексиканське пало-верде (Parkinsonia aculeata), акацію Берландьє (Senegalia berlandieri) та солодку акацію (Vachellia farnesiana var. farnesiana).
На пласких або пологих ділянках, де переважають піщані ґрунти, мескіталь набуває вигляду луків, по яким розкидані поодинокі дерева та кущі. На густих трав'яних луках переважають злаки, зокрема техаська грама (Bouteloua rigidiseta), мітлистий бородачник (Schizachyrium scoparium), піщаний спороболус (Sporobolus cryptandrus) тощо, а також польові квіти техаської бичої кропиви (Cnidoscolus texanus), блакитної чагарничкової шавлії (Salvia ballotiflora), волохатої юстиції (Justicia pilosella), техаської палафоксії (Palafoxia texana) та акапулькської веделії (Wedelia acapulcensis). На невеликих ділянках, де переважають більш щільні глинисті ґрунти, зустрічаються скупчення чагарників, які можуть досягати до 6 м заввишки. Ці чагарники зазвичай представлені медовими мескітами (Prosopis glandulosa) та іншими поширеними видами.
У деяких районах мескіталь набуває вигляду рідколісь чи саван, які характеризуються добре розвиненим, хоча й розрідженим лісовим наметом, що підіймається над трав'яним підліском. Цей підлісок складається з двох шарів, один з яких складається з високих трав, таких як каптуруватий зеленяк (Chloris cucullata) та багатоцвітий зеленяк (Trichloris pluriflora), а другий — з нижчих трав, таких як кучеряві мескіти (Hilaria belangeri) та різні види грами (Bouteloua spp.). Подекуди замість чагарників і трав у підліску переважають густі насадження техаської опунції (Opuntia lindheimeri). Серед чагарників і дерев, що складають лісовий намет, слід відзначити медовий мескіт (Prosopis glandulosa), пустельний каркас (Celtis ehrenbergiana) та інші всюдисущі види, а також солодку акацію (Vachellia farnesiana), блакитну кондалію (Condalia hookeri), техаську свинячу сливу (Colubrina texensis), дикий лайм (Zanthoxylum fagara) тощо. Серед інших чагарників, що зустрічаються в рідколіссях тамауліпаського мескіталю, слід відзначити пустельний яупон (Schaefferia cuneifolia), пустельну маслину (Forestiera angustifolia) та туполистий зизифус (Ziziphus obtusifolia).
На напівпустельних кам'янистих височинах на заході екорегіону, де переважають неглибокі вапнякові ґрунти на каліче та гравійних субстратах, мескіталь набуває характерної форми чагарникових заростей висотою від півтора до двох метрів. Їх основу складають медові мескіти (Prosopis glandulosa) та інші широко поширені види, а також техаські шавлії (Leucophyllum frutescens), акаціі Берландьє (Senegalia berlandieri) або гуахільо, техаські ейзенгардтії (Eysenhardtia texana), скручені акації (Vachellia schaffneri), кинжальні юки (Yucca treculiana) та дрібнолисті баретти (Helietta parvifolia). На крайньому заході екорегіону поширені креозотові кущі (Larrea tridentata). Трав'яний ярус у чагарниках, що ростуть серед скельних виступів, є доволі розрідженим. Він включає різнотрав'я та різноманітні польові квіти, зокрема вузьколисту галфімію (Galphimia angustifolia), пустельну півонію (Acourtia runcinata), сенну Грегга (Chamaecrista greggii), звичайний скельний трубоцвіт (Mandevilla macrosiphon) та акапулькську веделію (Wedelia acapulcensis).
Після колонізації регіону європейцями внаслідок низки факторів, зокрема надмірного випасу худоби та боротьби з пожежами, савани, рідколісся та луки регіону стали набагато більш чагарниковими. Чагарники та дерева з родини бобових (Fabaceae), які становлять третину від різноманітної місцевої деревної флори, активно використовуються селянами як паливо, корм для худоби та матеріал для будівництва. На нещодавно розчищених територіях переважають майже моновидові зарості медових мескітів (Prosopis glandulosa) та техаських опунцій (Opuntia lindheimeri), в підліску яких поширені немісцеві трави.
У внутрішніх низинних районах, на погано дренованих глинистих або суглинкових ґрунтах, зустрічаються невеликі безстічні солоні або прісні озера. Ці ефемерні  водно-болотні угіддя можуть залишатися вологими протягом тривалого часу, однак під час посушливих років вони можуть пересихати. На дні висохлих солоних озер рослинність може бути відсутньою. Іноді тут зростають рідкісні невисокі галофіти, такі як лужний спороболус (Sporobolus airoides), морський соняшничок (Borrichia frutescens) та приморські батіси (Batis maritima). Навколо цих озер поширені солончакові колючі чагарники приморської варільї (Varilla texana), приморської кондалії (Condalia spathulata), франкенії Джонстона (Frankenia johnstonii) та сіруваті мескіти (Prosopis cinerascens), які виростають до 5 м заввишки. На тонких гравійних ґрунтах, що вкривають шари глини, ростуть кактуси-їжаки Фітча (Echinocereus reichenbachii var. fitchii) та техаські кактуси-їжаки (Echinocactus texensis).
Загалом екорегіон тамауліпаського мескіталю багатий на різноманітні кактуси. Серед поширених в регіоні кактусів слід відзначити гачковий кактус Шеера (Sclerocactus scheeri), нічноцвітий акантоцереус (Acanthocereus tetragonus), зірчастий астрофітум (Astrophytum asterias), сосочковуликовий кактус (Pelecyphora macromeris), кактус-їжак Берландьє (Echinocereus berlandieri), дев'ятиголковий актус-їжак (Echinocereus enneacanthus), сосочковий кактус-їжак (Echinocereus papillosus), пальчиковий кактус-їжак (Echinocereus pentalophus), кактус-їжак Посельгера (Echinocereus poselgeri), гачкоголковий ферокактус (Ferocactus hamatacanthus), маммілярію Гейдера (Mammillaria heyderi), техаську маммілярію (Mammillaria prolifera), кулясту маммілярію (Mammillaria sphaerica), маленький бочковий кактус (Thelocactus setispinus) та пейот (Lophophora williamsii). Деякі кактуси мають обмежений ареал та є ендеміками екорегіону, зокрема медузоголовий кактус (Astrophytum caput-medusae), який зустрічається лише у мексиканському штаті Нуево-Леон.
У прибережних зонах та заплавах річок, на родючих алювіальних ґрунтах, зростають пишні прибережні ліси, щільний лісовий намет яких розташований на висоті до 15 м над землею. У цих лісах переважають медові мескіти (Prosopis glandulosa) та інші широко поширені в екорегіоні види, а також інші дерева, зокрема пустельні каркаси (Celtis ehrenbergiana), цукрові каркаси (Celtis laevigata), техаські ебенові дерева (Ebenopsis ebano), паперові анакауїти (Ehretia anacua), мексиканські ясени (Fraxinus berlandieriana), тепегуахе (Leucaena pulverulenta) та товстолисті в'язи (Ulmus crassifolia). Також на берегах річок зростають такі інвазивні види, як велетенська мімоза (Mimosa pigra), чорна верба (Salix nigra) та тростинний арундо (Arundo donax). Дерева у прибережних лісах вкриті численними ліанами та епіфітами, такими як іспанський мох (Tillandsia usneoides), а також більш рідкісний повітряний мох Бейлі (Tillandsia baileyi).
Загалом різноманіття прибережних лісів зростає з півночі на південь. У долині річки Нуесес на півночі екорегіону зустрічаються гікорі-пекани (Carya illinoinensis) та техаські вічнозелені дуби (Quercus fusiformis). У нижній долині Ріо-Гранде та долинах інших південних річок зустрічаються мексиканські болотяні кипариси (Taxodium mucronatum), хоча наразі їх залишилося небагато. Історично у долині Ріо-Гранде зустрічалися гаї техаських пальметто (Sabal minor), які простягалися на 120 км від гирла вглиб суходолу. Ці пальми, що виростали до 15 м заввишки, могли домінувати у лісовому наметі, або зустрічалися разом з іншими деревами. В підліску південних прибережних лісів зростають густі чагарники та невисокі дерева, зокрема сьєрра-мадранські аміріси (Amyris madrensis), техаські аміріси (Amyris texana), голі мальпігії (Malpighia glabra), техаські котячекігтеві акації (Senegalia wrightii) та чагарникові падуби або коронільї (Xylosma flexuosa), які виростають до 4-5 м заввишки. Трав'яний ярус у прибережних лісах зазвичай слабо розвинений і включає купинну леєрсію (Leersia monandra), криваву шавлію (Salvia coccinea) та блакитну тамаулію (Tamaulipa azurea). Відмерле пальмове листя може обмежувати розвиток наземного ярусу.

## Фауна

### Ссавці

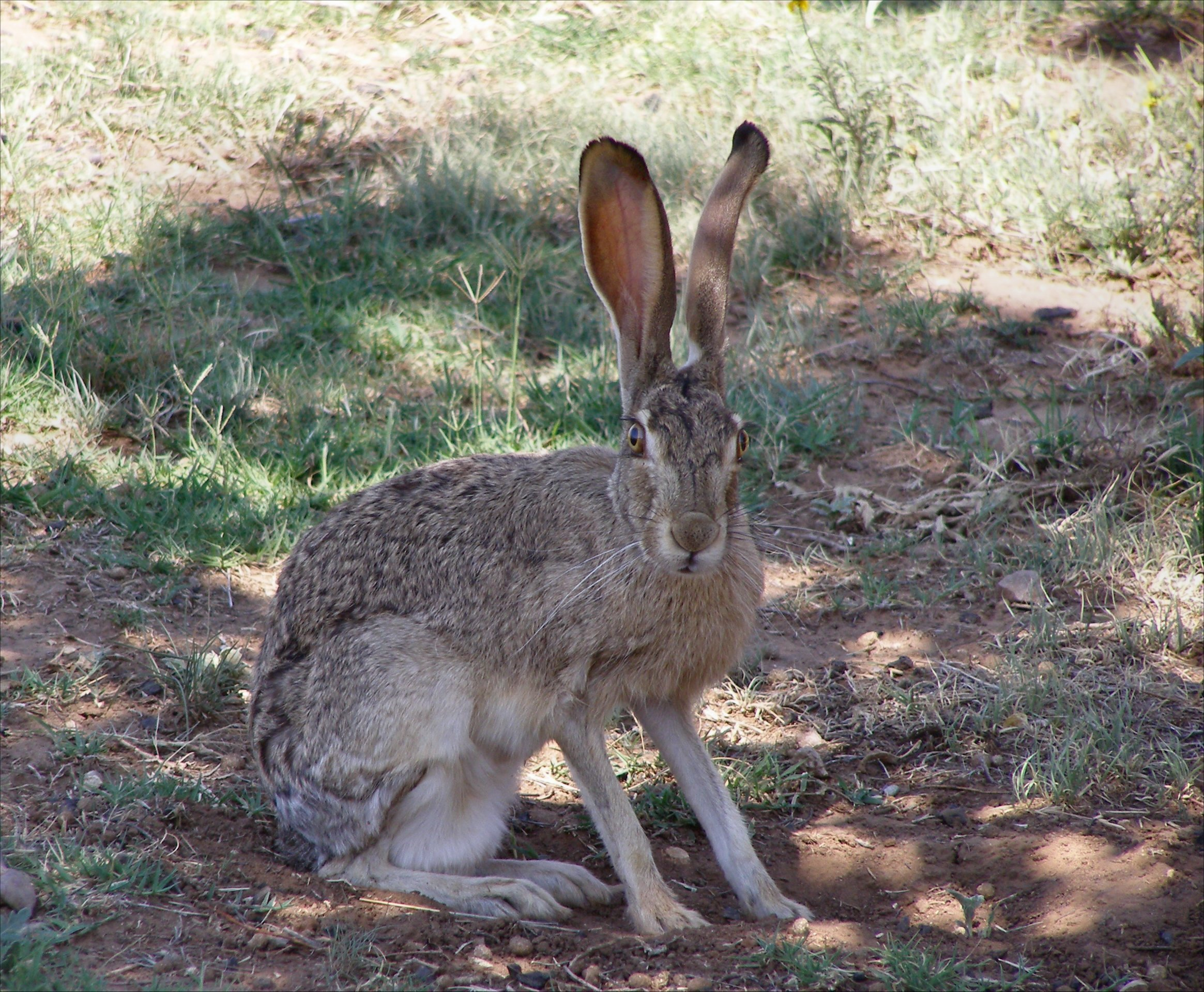
Великовухий заєць (Lepus californicus)

В межах екорегіону зустрічається 90 видів ссавців. Серед ссавців, поширених в чагарниках тамауліпаського мескіталю, слід відзначити білохвостого оленя (Odocoileus virginianus), ошийникового пекарі (Dicotyles tajacu), великовухого зайця (Lepus californicus), флоридського кролика (Sylvilagus floridanus), пустельного кролика (Sylvilagus audubonii), дев'ятипоясного броненосця (Dasypus novemcinctus), віргінського опосума (Didelphis virginiana), північноамериканську коротковуху мідицю (Cryptotis parva), пустельну сіру бурозубку (Notiosorex crawfordi), південного жовтого волохатохвоста (Lasiurus ega) та мексиканського молосика (Tadarida brasiliensis).
Серед чагарників мескіталю зустрічається багато різноманітних гризунів, зокрема лисячі вивірки (Sciurus niger), південні кактусові хом'яки (Neotoma micropus), техаські рисові хом'яки (Oryzomys couesi), щетинясті хом'якомишки (Chaetodipus hispidus), торбомиші Мерріама (Perognathus merriami), північні байомишки (Baiomys taylori), мексиканські гетеромиші (Heteromys irroratus), білочереві коникоїдки (Onychomys leucogaster), рудуваті врожайниці (Reithrodontomys fulvescens), білоногі миші (Peromyscus leucopus), кактусові миші (Peromyscus eremicus), жовтощокі гоферики (Cratogeomys castanops) та кенгурові стрибуни Мерріама (Dipodomys merriami). На північ від Ріо-Гранде поширені щетинисті бавовняні хом'яки (Sigmodon hispidus), а на південь — тольтекські бавовняні хом'яки (Sigmodon toltecus). На берегах річок зустрічаються канадські бобри (Castor canadensis). Майже ендемічними представниками екорегіону є ріо-грандські ховрахи (Ictidomys parvidens), техаські гофери (Geomys personatus) та прибережні кенгурові стрибуни (Dipodomys compactus).
Колись в екорегіоні мешкала вражаюча кількість хижих ссавців, але популяції більшості з них дуже скоротилися до середини XX століття. Техаські вовки (Canis lupus monstrabilis) були повністю винищені в регіоні, а барибали (Ursus americanus) наразі зустрічаються лише в горах Сьєрра-де-Пікачос в Нуево-Леоні. Останні свідчення про присутність ягуара (Panthera onca) у Техасі датуються початком 1950-х років, але в мексиканській частині екорегіону цей вид все ще присутній, хоча й є дуже рідкісним та перебуває під загрозою зникнення. Оцелоти (Leopardus pardalis), маргаї (Leopardus wiedii) та затокові ягуарунді (Herpailurus yagouaroundi carcomitli) також перебувають під загрозою зникнення в США і Мексиці. У віддалених частинах екорегіону все ще зберігаються стабільні популяції північноамериканських пум (Puma concolor couguar), білоносих носух (Nasua narica) та американських борсуків (Taxidea taxus), хоча останні вважаються в Мексиці такими, що перебувають під загрозою зникнення. Також в екорегіоні зустрічаються такі дрібні хижаки, як сірі лисиці (Urocyon cinereoargenteus), північноамериканські котофредки (Bassariscus astutus), довгохвості ласиці (Neogale frenata), смугасті скунси (Mephitis mephitis) та американські свинорилі скунси (Conepatus leuconotus). Кілька інших видів, зокрема звичайні ракуни (Procyon lotor), койоти (Canis latrans) та, меншою мірою, руді рисі (Lynx rufus), пристосувалися до людей та зустрічаються в екорегіоні у доволі великій кількості.

### Птахи

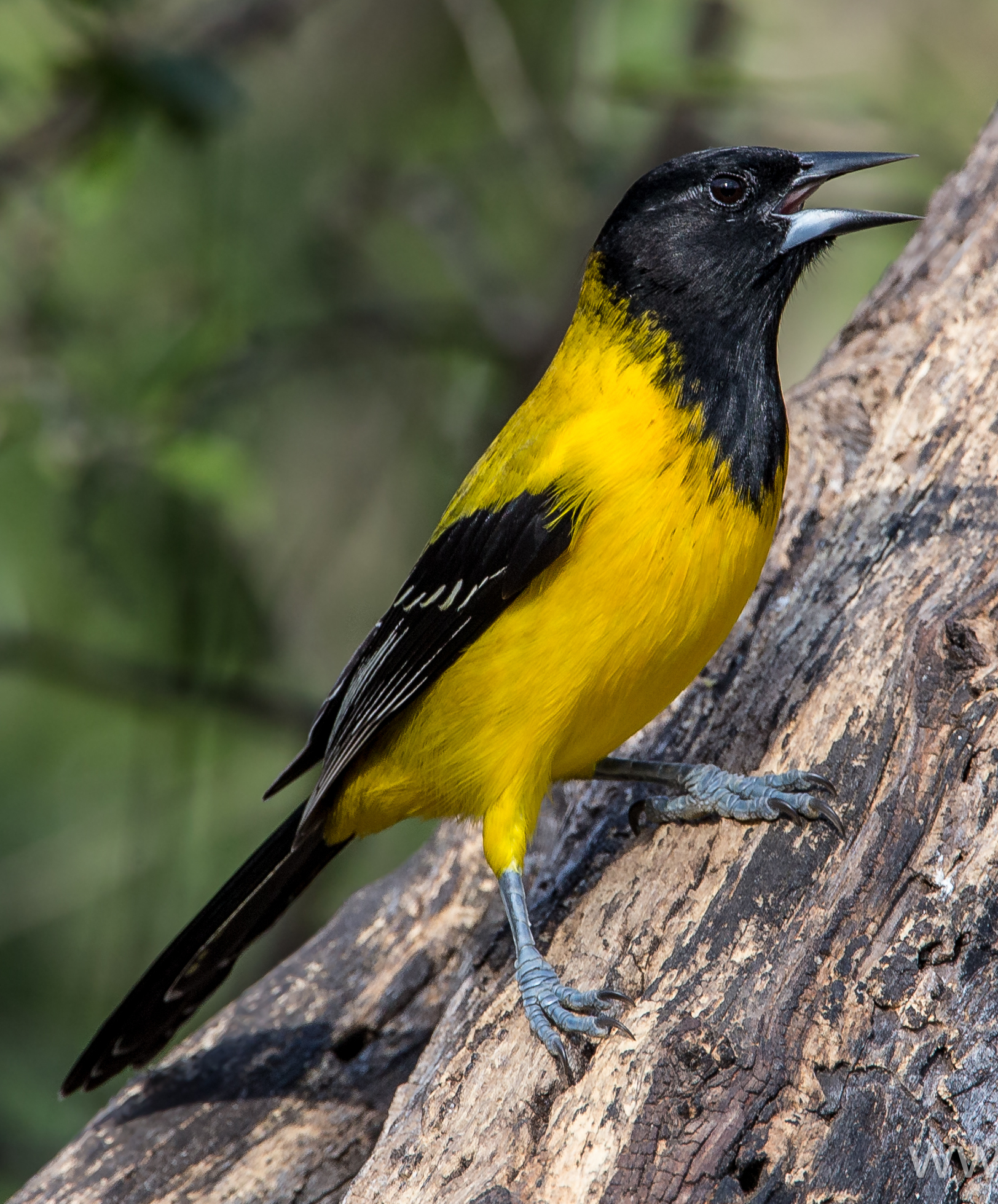
Чорноголовий трупіал (Icterus graduacauda)

Орнітофауна екорегіону нараховує понад 340 видів птахів. Серед поширених в екорегіоні птахів слід відзначити великого індика (Meleagris gallopavo), віргінську перепелицю (Colinus virginianus), строкатобоку перепелицю (Callipepla squamata), східну чачалаку (Ortalis vetula), білокрилу зенаїду (Zenaida asiatica), білолобу горличку (Leptotila verreauxi), малого ані (Crotophaga sulcirostris), каліфорнійську таязуру-подорожника (Geococcyx californianus), золотоголову гілу (Melanerpes aurifrons), юкатанську амазилію (Amazilia yucatanensis), зеленого аратингу (Psittacara holochlorus), мексиканського крука (Corvus cryptoleucus), жовточереву паю (Cyanocorax luxuosus), мексиканського тирана (Tyrannus forficatus), техаського тирана (Tyrannus couchii), північного тиранчика-тонкодзьоба (Camptostoma imberbe), велику пітангу (Pitangus sulphuratus), вогнистого москверо (Pyrocephalus obscurus), чорноголового трупіала (Icterus graduacauda), чорночубу синицю (Baeolophus atricristatus), американського сорокопуда (Lanius ludovicianus), американського ремеза (Auriparus flaviceps), кактусового різжака (Campylorhynchus brunneicapillus), підбуреника (Thryomanes bewickii), бурого тремблера (Toxostoma curvirostre), великого бекарда (Pachyramphus aglaiae), сизу комароловку (Polioptila caerulea), маскового трупіала (Icterus cucullatus), білошийого зерноїда (Sporophila morelleti), оливкову риджвею (Arremonops rufivirgatus), очеретяного чінголо (Peucaea cassinii), потюка (Chondestes grammacus), чорногорлу вівсянку-пустельницю (Amphispiza bilineata) та червоногорлого кардинала (Cardinalis sinuatus). 
Серед хижих птахів, що зустрічаються в екорегіоні, слід відзначити аргентинську каракару (Caracara plancus), гачкодзьобого шуляка (Chondrohierax uncinatus), білохвостого шуліку (Elanus leucurus), білохвостого канюка (Geranoaetus albicaudatus), мексиканського канюка (Buteo plagiatus), рудого сичика-горобця (Glaucidium brasilianum), а серед водоплавних та коловодних птахів, що зустрічаються на берегах водно-болотних угідь, — блакитнокрилу чирянку (Spatula discors), велику чепуру (Ardea alba), крикливого пісочника (Charadrius vociferus), американську лиску (Fulica americana), домініканську пірникозу (Tachybaptus dominicus) та неотропічного рибалочку-чубаня (Megaceryle torquata). На півдні екорегіону зустрічаються майже ендемічні зеленощокі амазони (Amazona viridigenalis), східні дрімлюги (Antrostomus salvini), мексиканські ворони (Corvus imparatus), руді тремблери (Toxostoma longirostre), мексиканські жовтогорлики (Geothlypis flavovelata) та мексиканські кардинали (Rhodothraupis celaeno).

### Плазуни

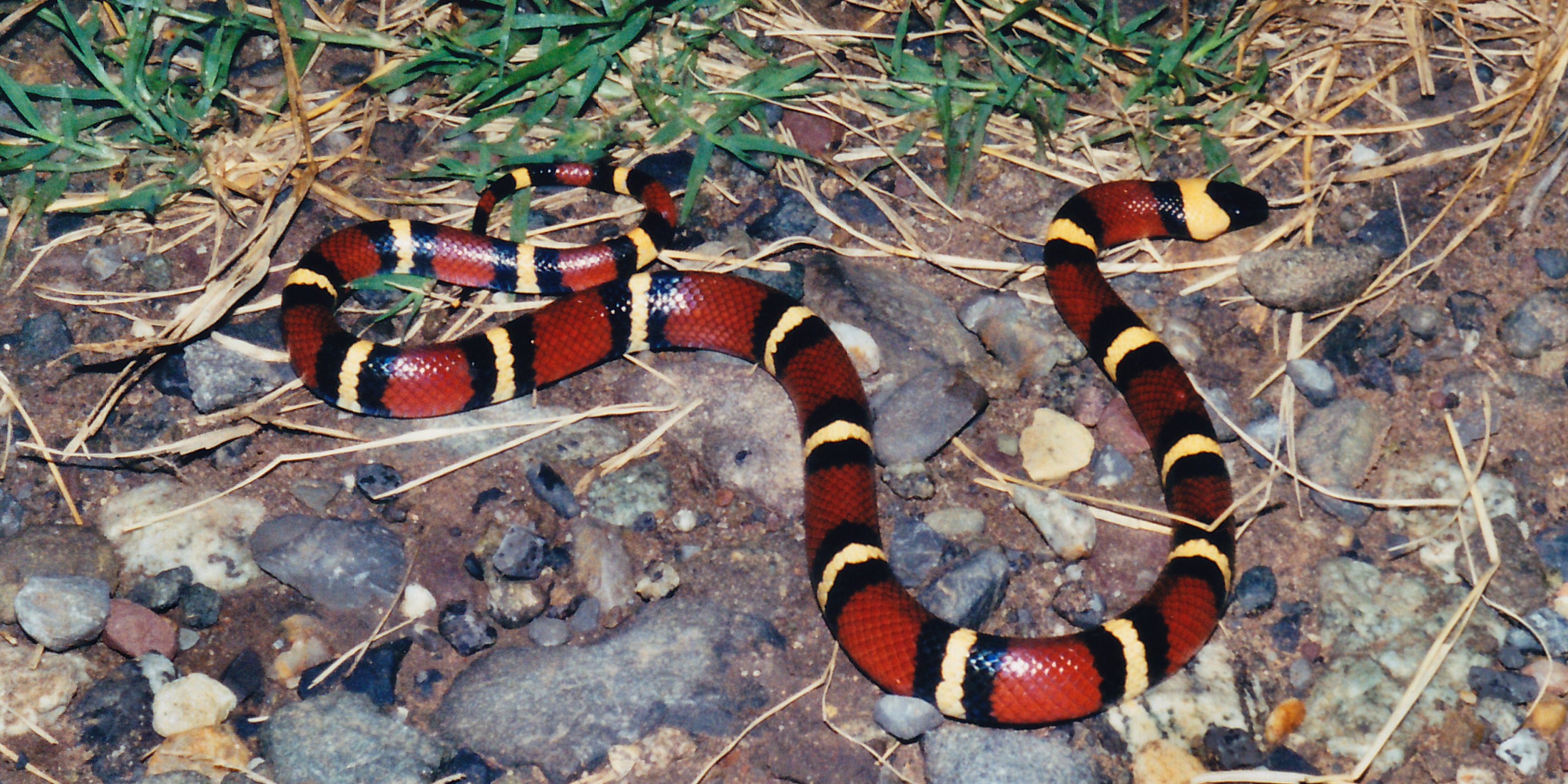
Мексиканська молочна змія (Lampropeltis annulata)

На півночі екорегіону зустрічаються міссісіпські алігатори (Alligator mississippiensis) та червоновухі черепахи (Trachemys scripta elegans), а на півдні — центральноамериканські крокодили (Crocodylus moreletii) та месоамериканські черепахи (Trachemys venusta). Також в регіоні зустрічаються й інші черепахи, зокрема мексиканські коробчасті черепахи (Terrapene mexicana), ріо-грандські прикрашені черепахи (Pseudemys gorzugi), колючі м'якотілі черепахи (Apalone spinifera), жовті мулові черепахи (Kinosternon flavescens) та майже ендемічні техаські черепахи (Gopherus berlandieri). 
Серед поширених в екорегіоні ящірок слід відзначити техаського смугастого гекона (Coleonyx brevis), чотирисмугого сцинка (Plestiodon tetragrammus), техаського плямистого батогохвоста (Aspidoscelis gularis), кілювату безвуху ящірку (Holbrookia propinqua), техаську фриносому (Phrynosoma cornutum), техаську колючу ігуану (Sceloporus olivaceus) та синьогорлу колючу ігуану (Sceloporus cyanogenys). Ендеміками регіону є сітчасті комірцеві ігуани (Crotaphytus reticulatus), північні рожевочереві ігуани (Sceloporus marmoratus), південні безвухі ящірки (Holbrookia subcaudalis) та ларедські батогохвости (Aspidoscelis laredoensis). Останні цікаві тим, що їх популяція повністю складається з самиць, які розмножуються шляхом партеногенезу. 
Серед змій, що зустрічаються серед чагарників тамауліпаського мескіталю, слід відзначити полоза Еморі (Pantherophis emoryi), гоферову змію (Pituophis catenifer), довгоносу змію (Rhinocheilus lecontei) та східну плямоносу змію (Salvadora grahamiae), а також майже ендемічних техаських гачконосих змій (Ficimia streckeri), мексиканських молочних змій (Lampropeltis annulata) та полозів-батогів Шотта (Masticophis schotti). Деякі тропічні види змій, такі як чорносмугі змії (Coniophanes imperialis), центральноамериканські індигові змії (Drymarchon melanurus), строкаті полози (Drymobius margaritiferus) та північні котячеокі змії (Leptodeira septentrionalis), досягають тут північної межі свого ареалу. Серед поширених в екорегіоні отруйних змій слід відзначити техаського коралового аспіда (Micrurus tener) та техаського гримучника (Crotalus atrox), а також пустельну массасаугу (Sistrurus tergeminus edwardsii), що зустрічається на півночі регіону, та тотонакського гримучника (Crotalus totonacus), поширеного на півдні регіону.

### Земноводні

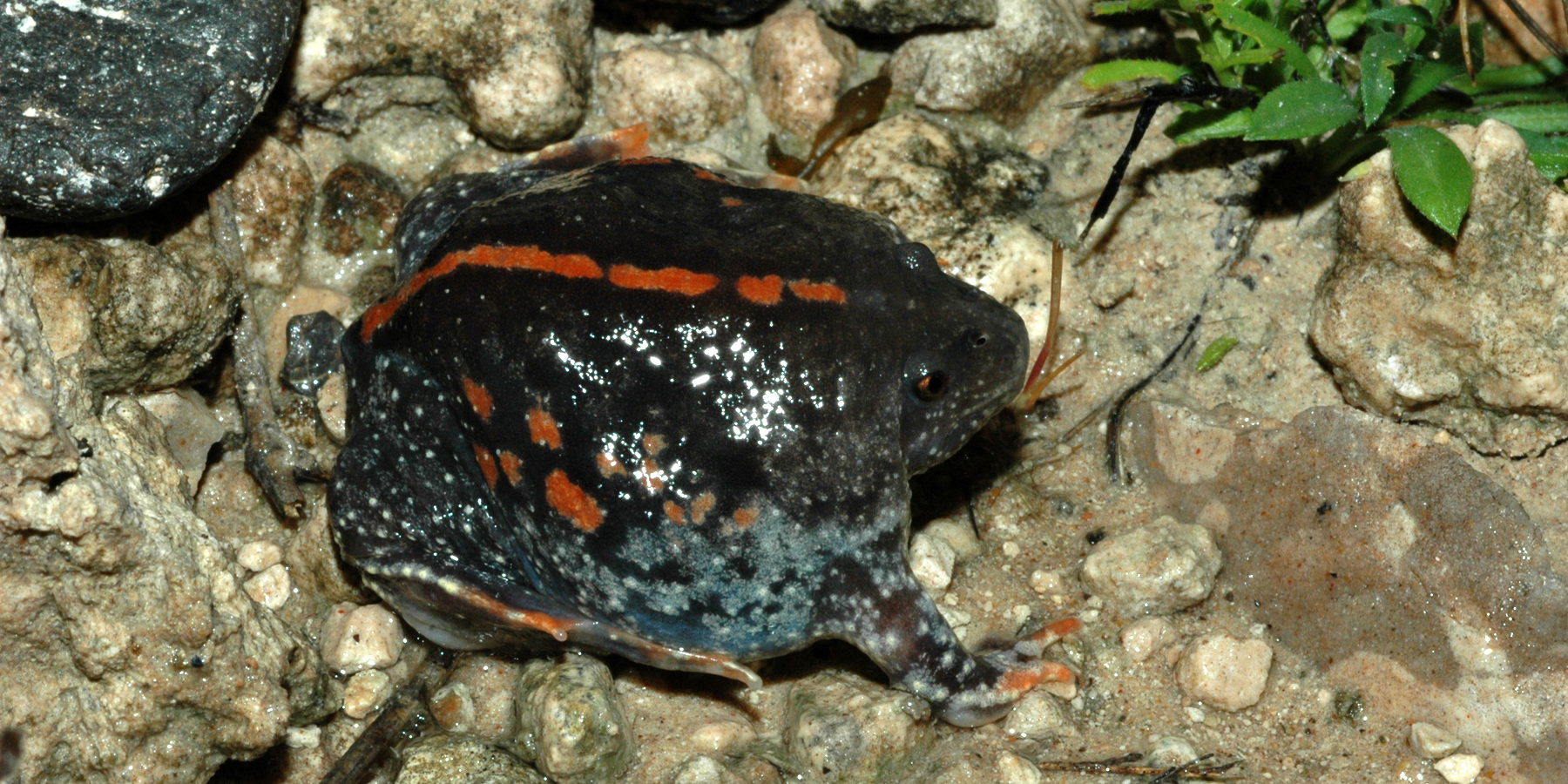
Мексиканська риюча жаба (Rhinophrynus dorsalis)

Незважаючи на напівпустельний характер екорегіону, тут є достатньо водно-болотних угідь, щоб підтримувати популяції вологолюбних хвостатих земноводних — техаських тритонів (Notophthalmus meridionalis) та середніх сиренів (Siren intermedia). Відомо, що у нижній долині Ріо-Гранде зустрічаються ще одні сирени; деякі дослідники вважають їх представниками ізольованої популяції великих сиренів (Siren lacertina), а інші — представниками іншого, неописаного виду. Серед поширених в екорегіоні жаб слід відзначити ріо-грандську леопардову жабу (Lithobates berlandieri), західну вузькороту райку (Gastrophryne olivacea), північноамериканську зелену ропуху (Anaxyrus debilis), техську ропуху (Anaxyrus speciosus), затокову ропуху (Incilius nebulifer) та очеретяну ропуху (Rhinella horribilis). Тут досягають північної межі поширення деякі тропічні види амфібій, зокрема звичайні мексиканські райки (Smilisca baudinii), мексиканські свистуни (Leptodactylus fragilis), північні овечі вузькороти (Hypopachus variolosus) та незвичайні мексиканські риючі жаби (Rhinophrynus dorsalis), яких виділяють у окрему родину Rhinophrynidae.

### Риби

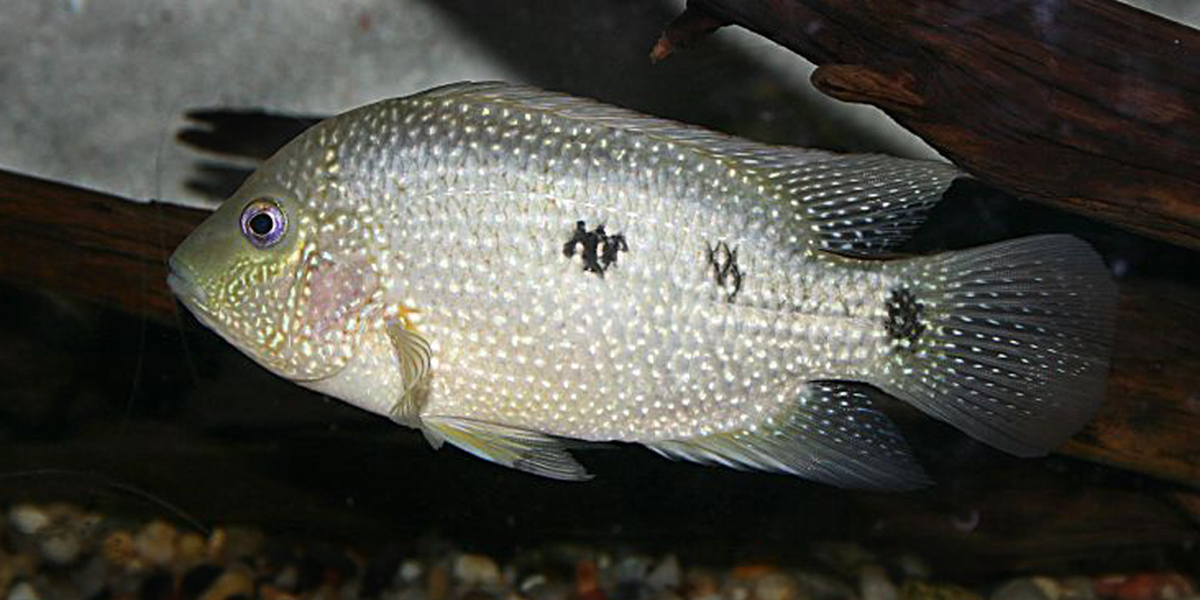
Техаська цихліда (Herichthys cyanoguttatus)

Серед риб, що зустрічаються у водоймах екорегіону, слід відзначити міссісіпського панцирника (Atractosteus spatula), довгоносого панцирника (Lepisosteus osseus), техаську цихліду (Herichthys cyanoguttatus), вітрильну пецилію (Poecilia latipinna), ріо-грандського сріблястого яльця (Hybognathus amarus), тамауліпаського шайнера (Notropis braytoni), ріо-грандського шайнера (Notropis jemezanus), велику фундулу (Fundulus grandis) та ріо-грандського дартера (Etheostoma grahami). Також тут зустрічаються вишукані пецилії (Poecilia formosa), популяція яких представлена виключно самицями, що розмножуються шляхом гіногенезу, однієї з форм партеногенезу. Ендеміками екорегіону є сан-ігнасійські коропозубики (Cyprinodon bobmilleri), які зустрічаються у верхів'ях Сан-Фернандо поблизу Лінареса та мечохвості мечоносці (Xiphophorus xiphidium), які зустрічаються у верхів'ях Сото-ла-Маріни в Тамауліпасі. Раніше у водоймах регіону мешкали ендемічні шайнери-фантоми (Notropis orca) та саладські шайнери (Notropis saladonis), однак наразі вони вважаються вимерлими.

## Збереження
Значна частина тамауліпаського мескіталю була знищена внаслідок розвитку сільського господарства та випасу худоби. Близько 23 % території регіону поза межами природоохоронних територій є відносно незайманими. Основними загрозами для збереження природи регіону є надмірний випас худоби, розширення сільськогосподарських угідь і поселень та вторгнення інвазивних видів.
Оцінка 2017 року показала, що 10 288 км², або 8 % екорегіону, є заповідними територіями. Природоохоронні території включають: Національний природний заповідник Санта-Ана, Національний природний заповідник Лагуна-Атаскоса, Міжнародний державний парк озера Каса-Бланка, Державний парк долини Ріо-Гранде імені Бентсена, Державний парк Естеро-Льяно-Гранде, Державний парк Ресака-де-ла-Пальма, Державний парк озера Корпус-Крісті, Державний парк Чок-Каньйон, Зону управління дикою природою Лас-Паломас та Заповідник техаських пальметто в США, а також Національний парк Лос-Новільйос, Природоохоронну зону Лагуни-Мадре і дельти Ріо-Браво та Заповідник Палома-де-Ала-Бланка в Мексиці.

## Галерея

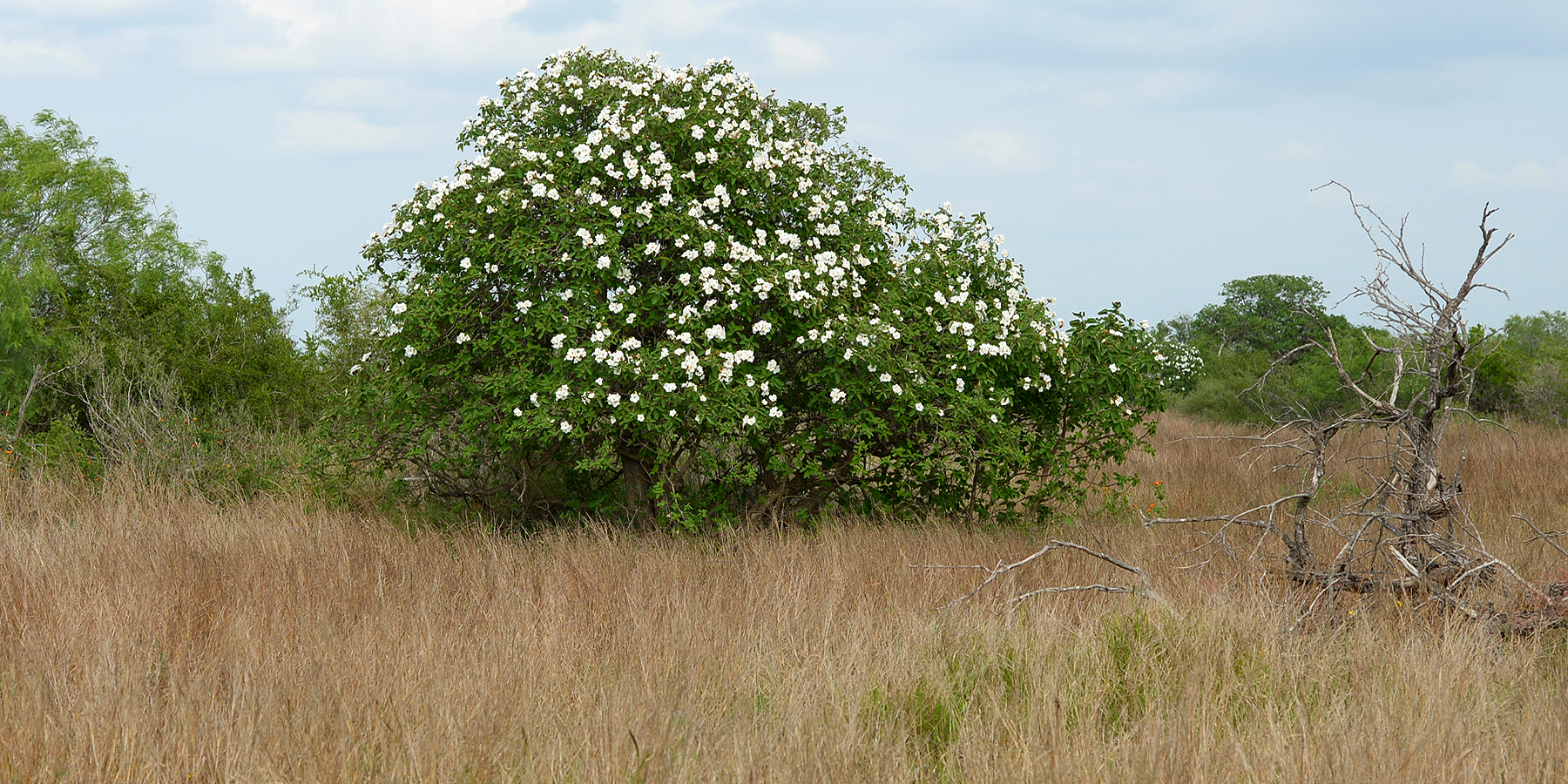
Квітуча техаська дика маслина[en] (Cordia boissieri) на лузі в окрузі Джим-Хогг, Техас
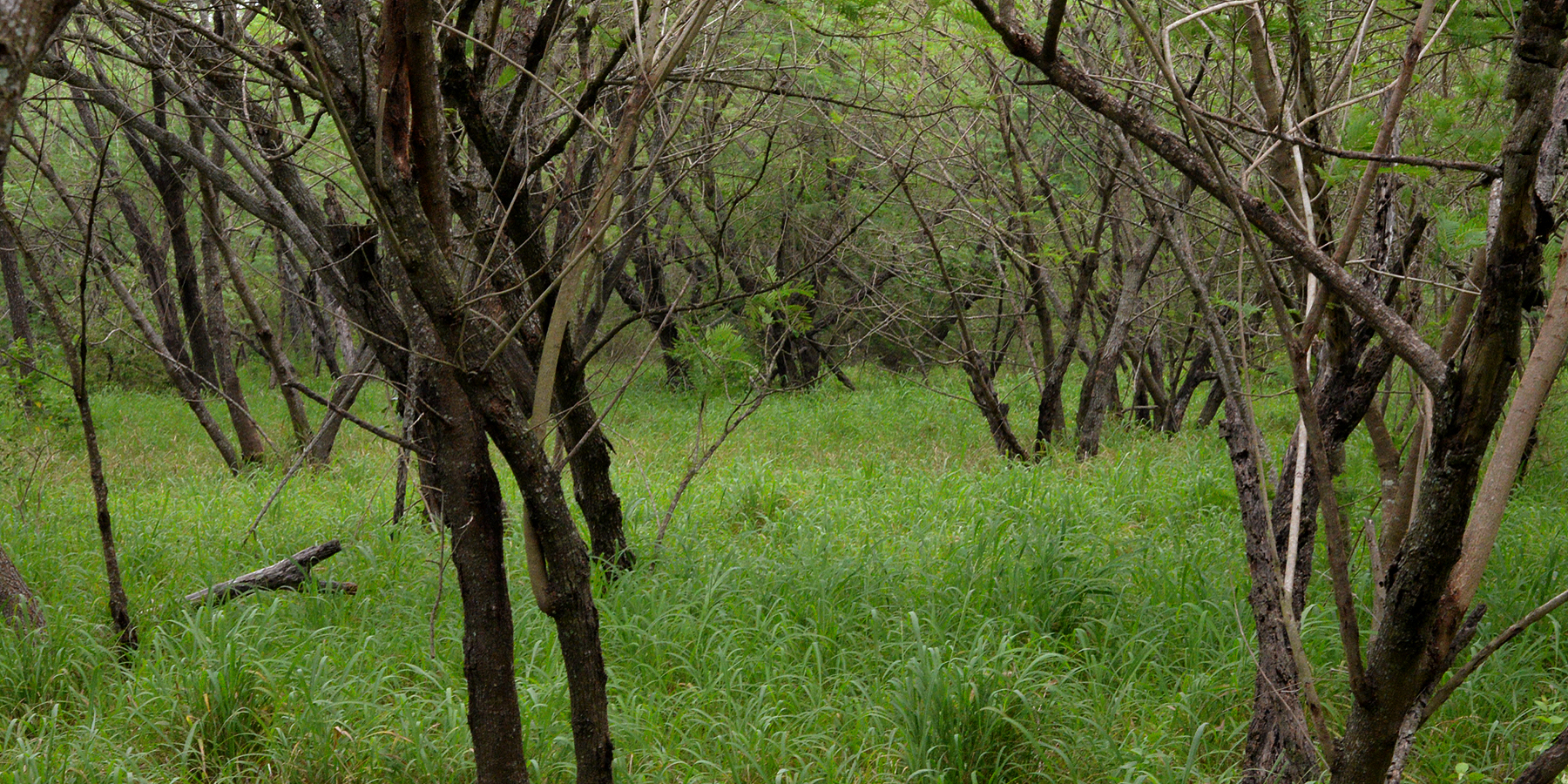
Мескітове рідколісся в заповіднику техаських пальметто в окрузі Камерон, Техас
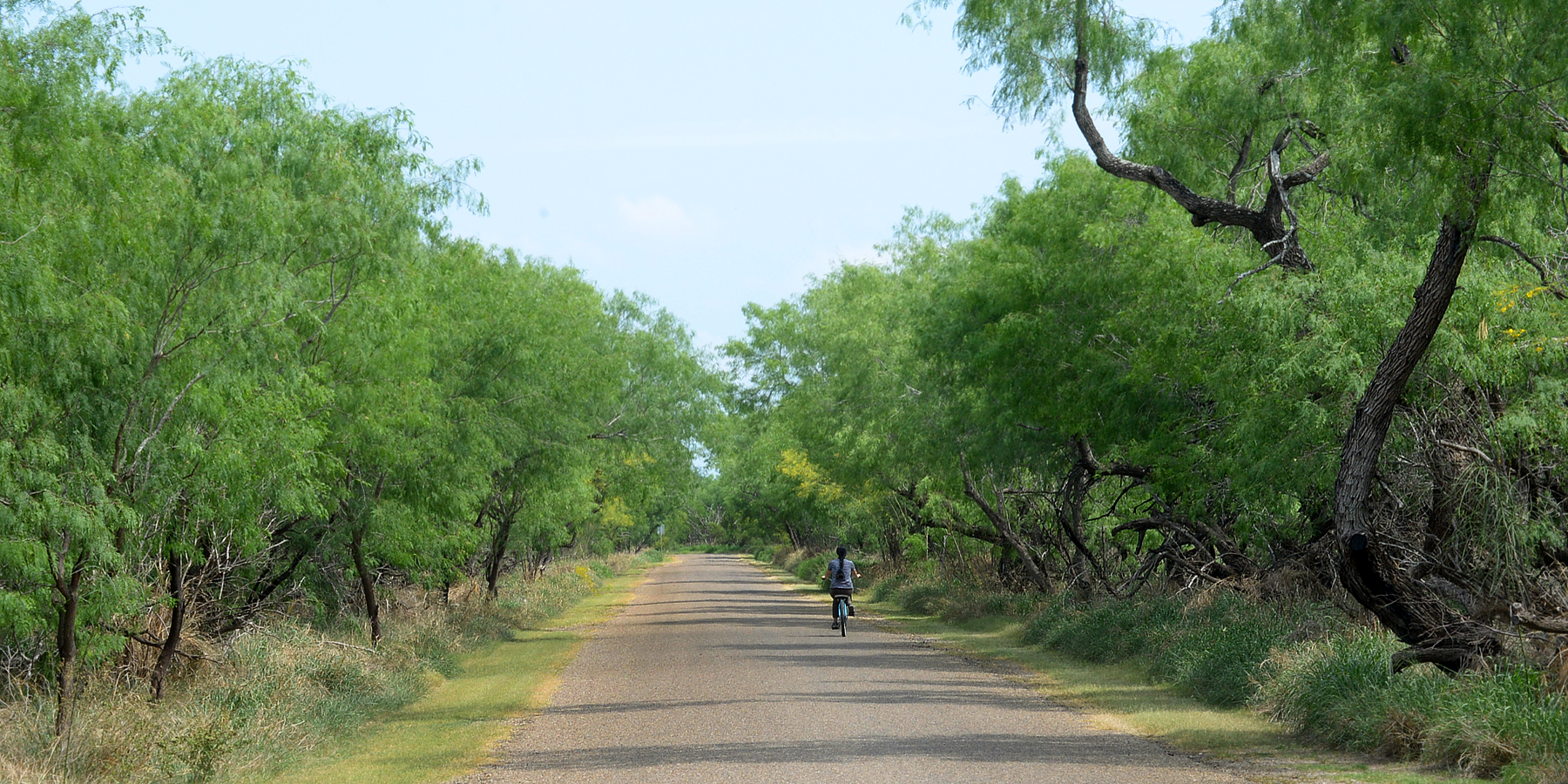
Ландшафт Державного парку долини Ріо-Гранде імені Бентсена в окрузі Ідальго, Техас
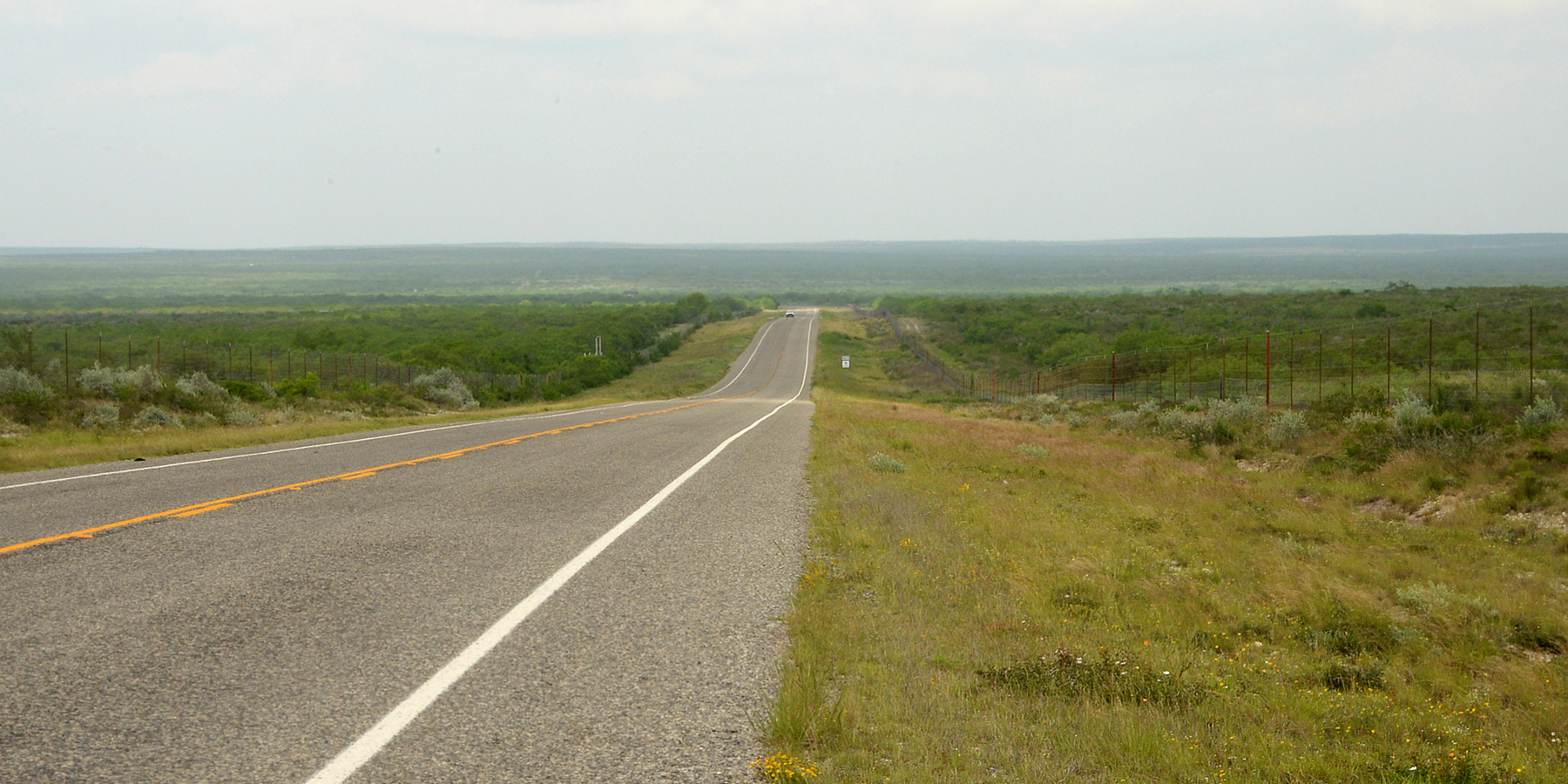
Шосе в окрузі Дювал, Техас
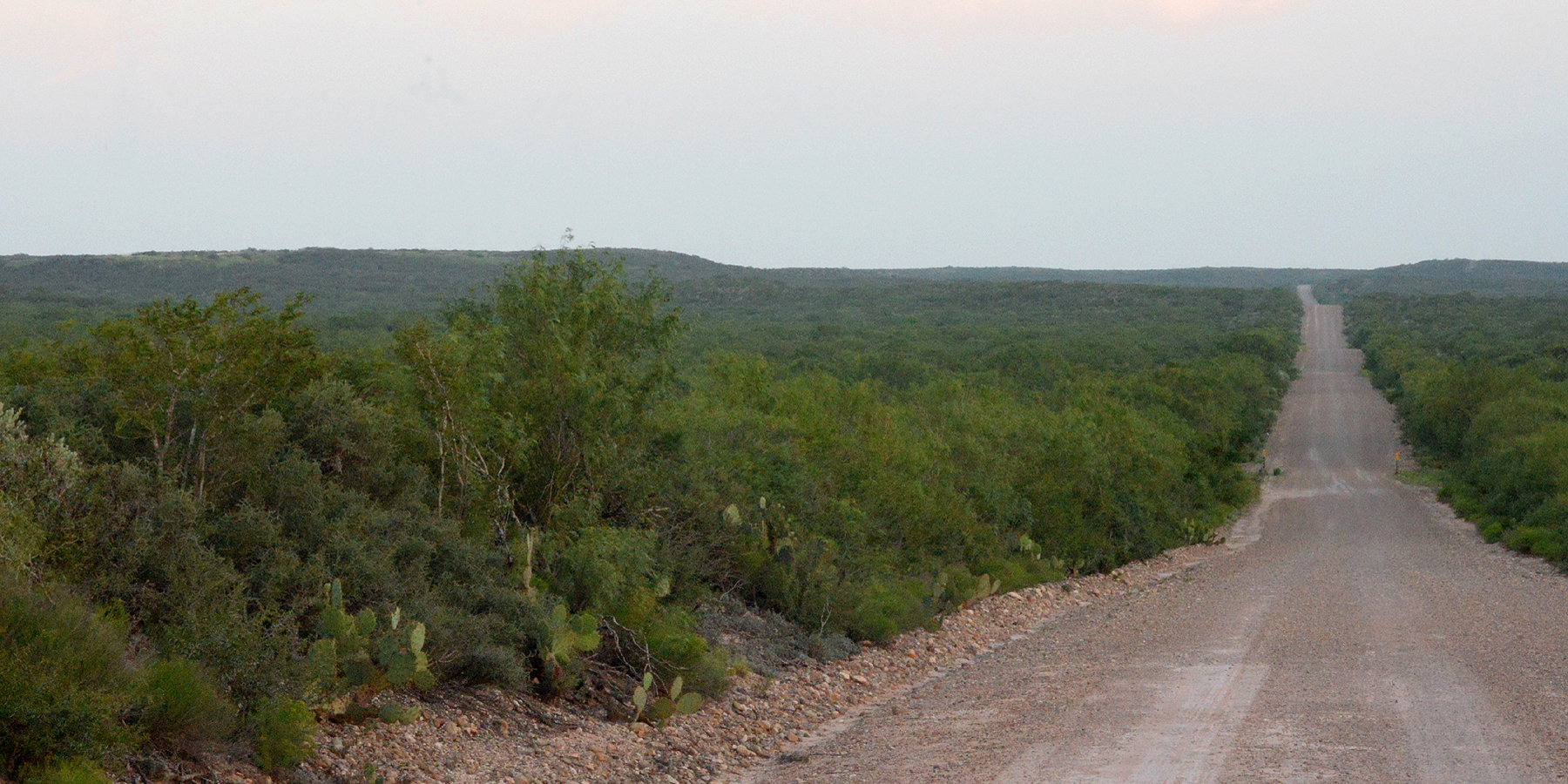
Чагарники мескіталю в окрузі Вебб, Техас
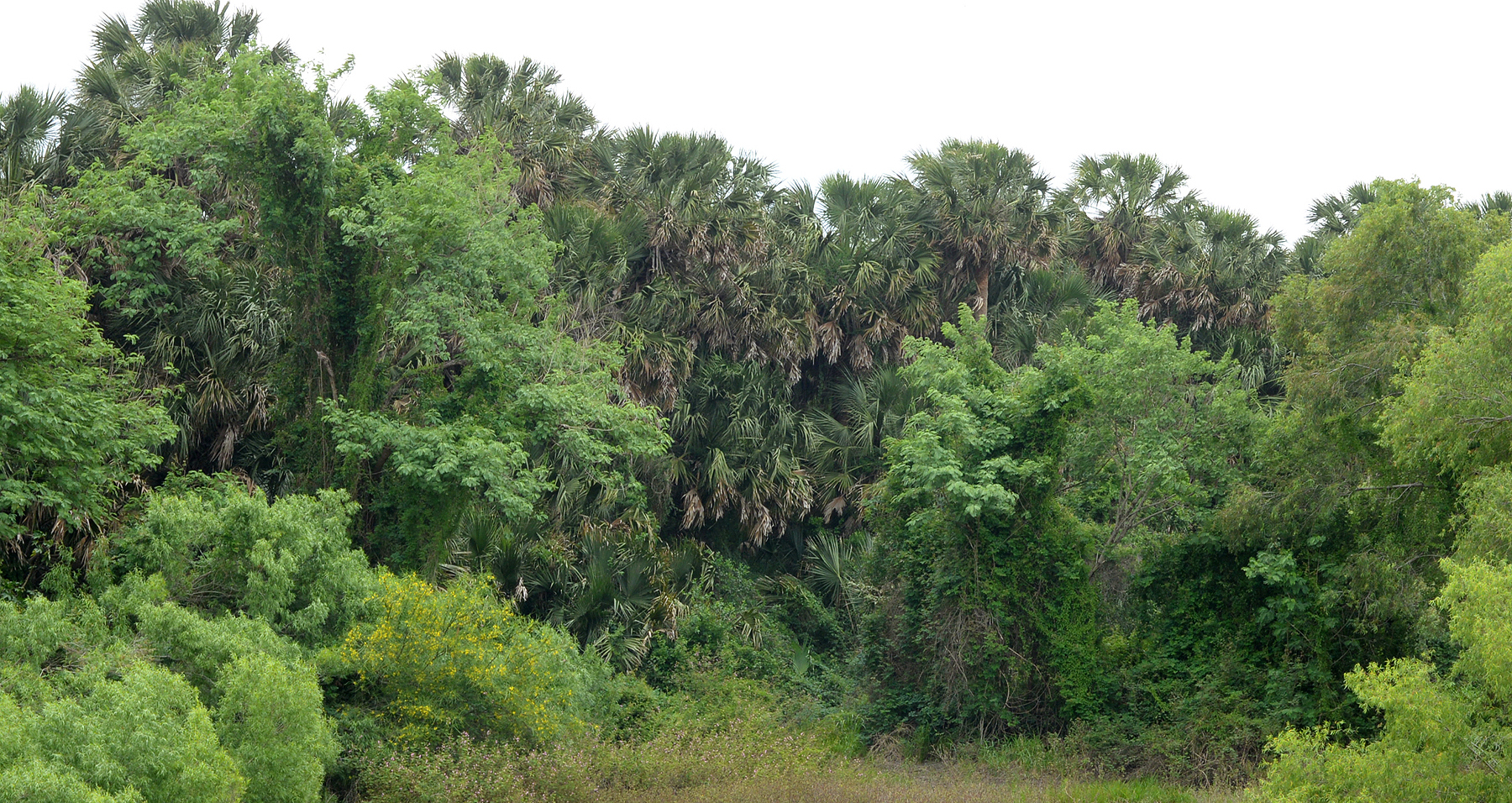
Техаські пальметто в окрузі Камерон, Техас
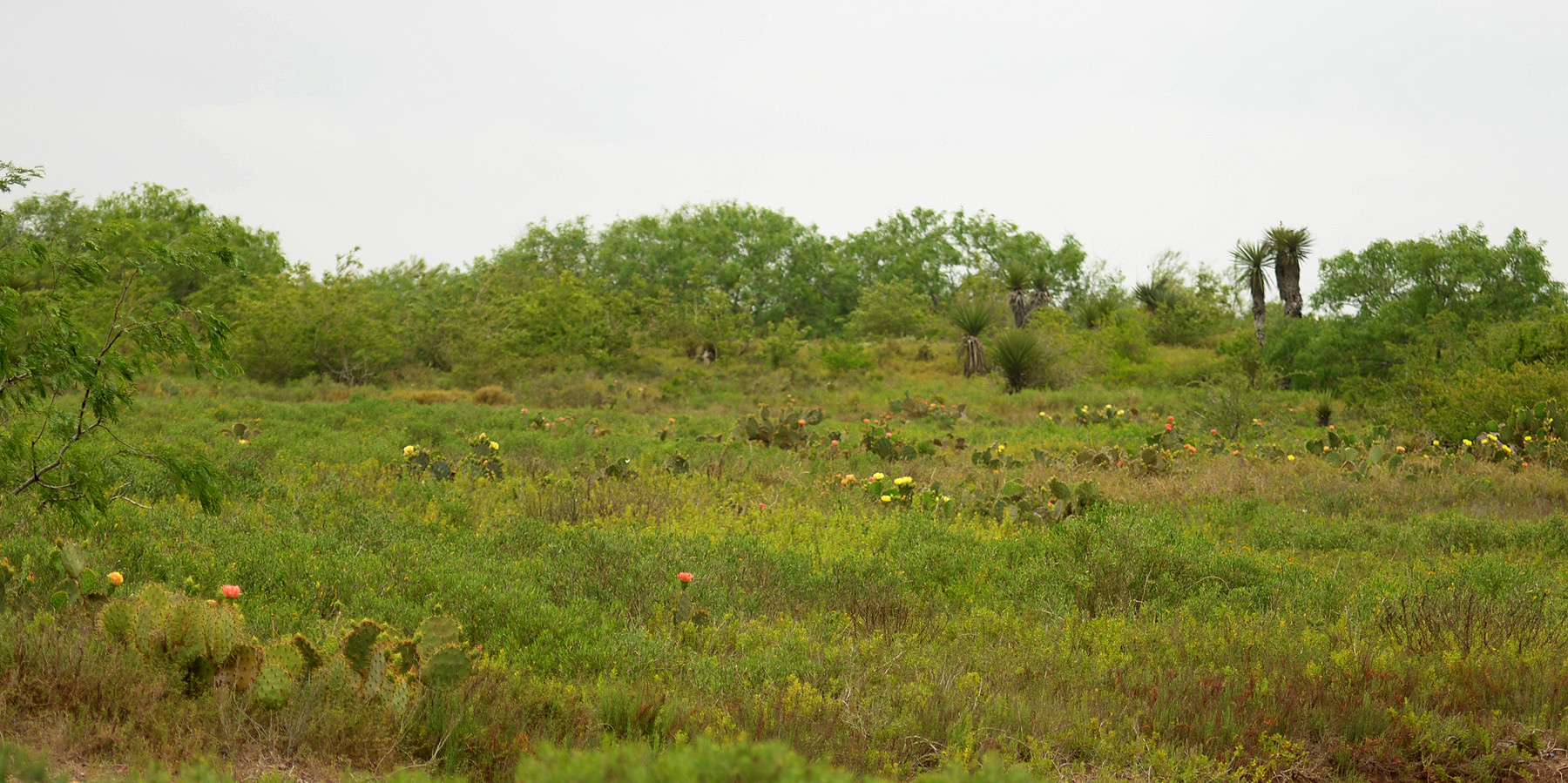
Чагарники мескіталю в окрузі Камерон, Техас
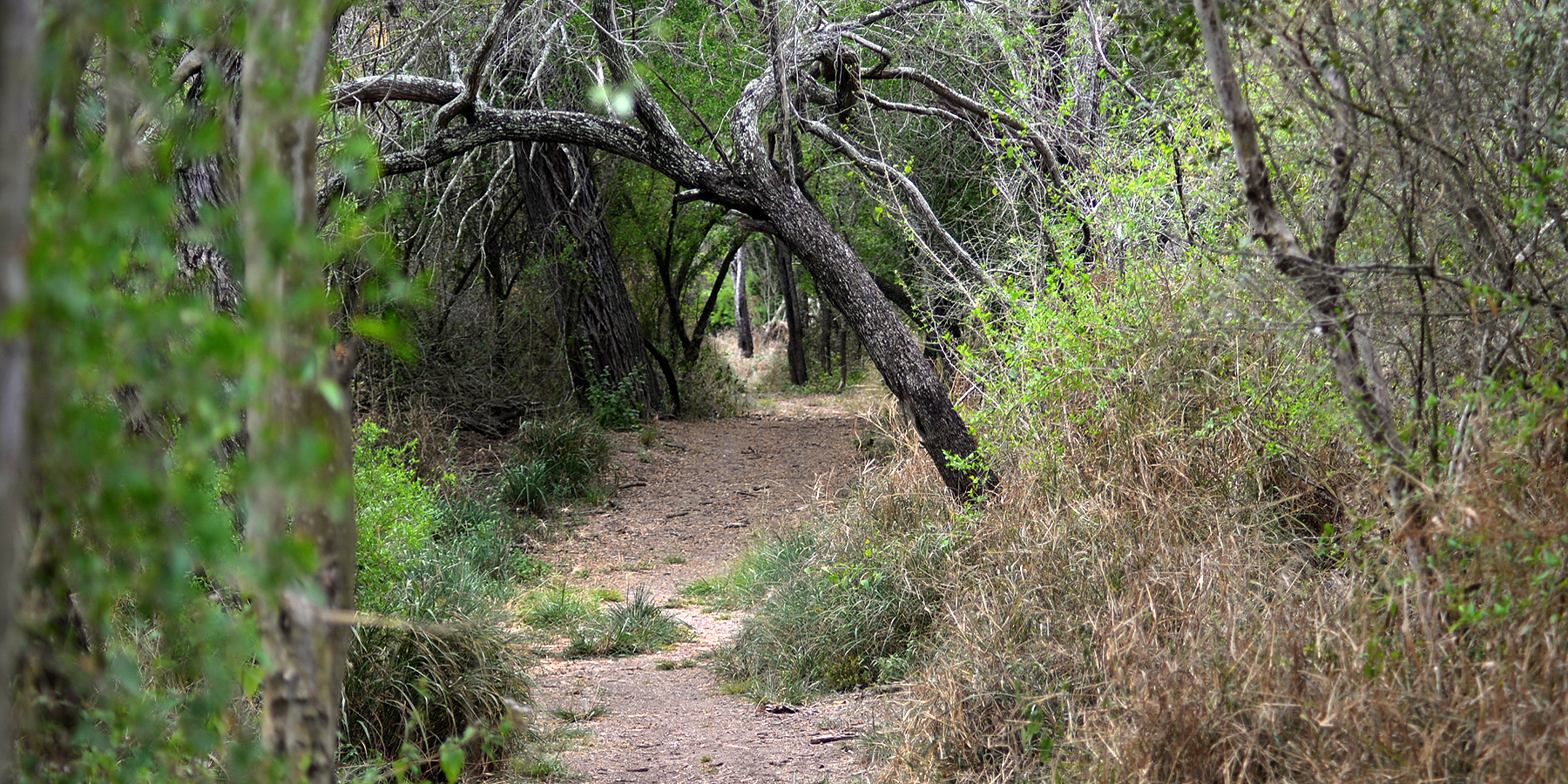
Дорога через зріле колюче рідколісся у Національному заповіднику Санта-Ана в окрузі Ідальго, Техас
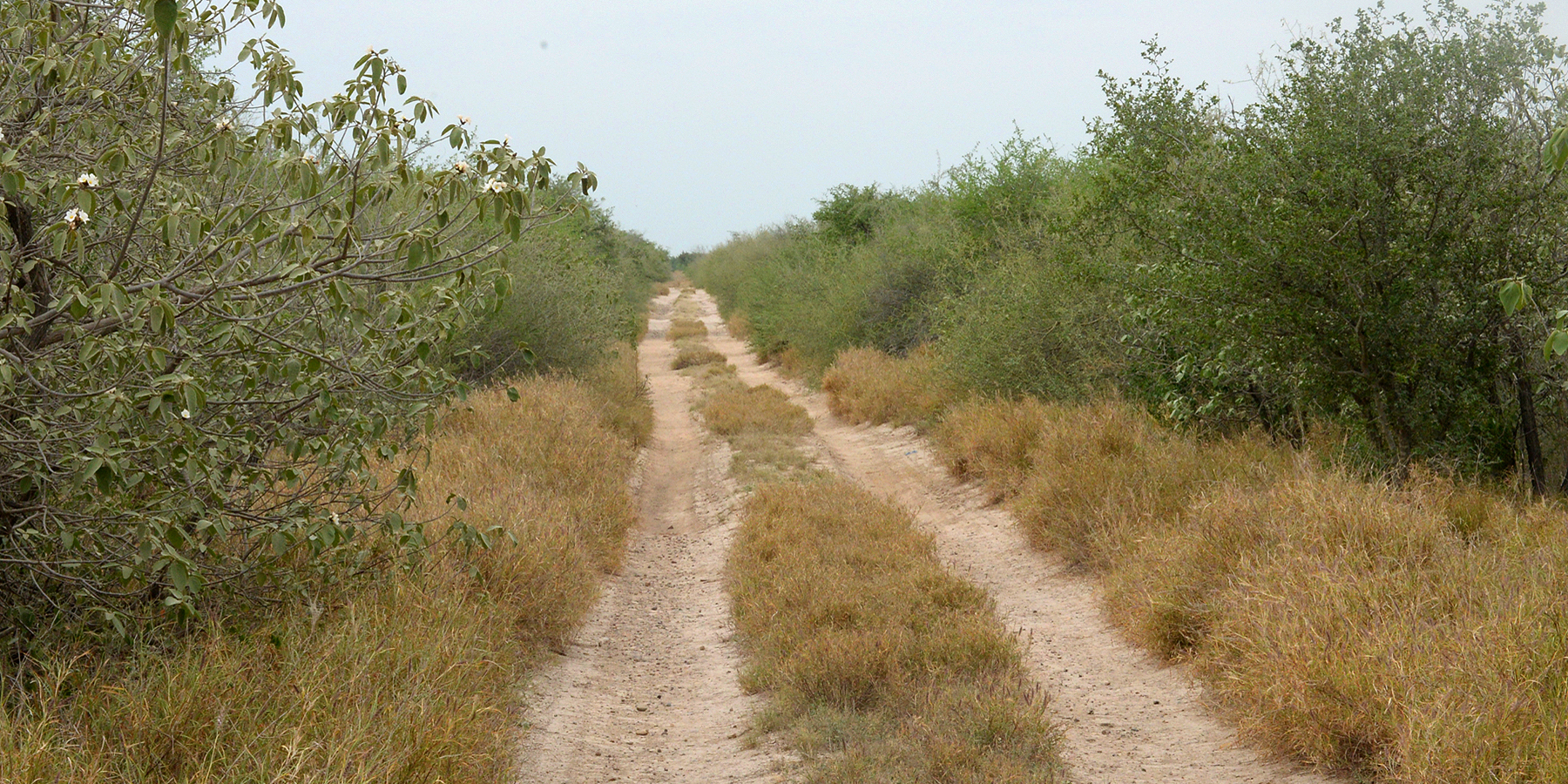
Мескіталь у Національному природному заповіднику Ітуррія-Браш в окрузі Ідальго, Техас
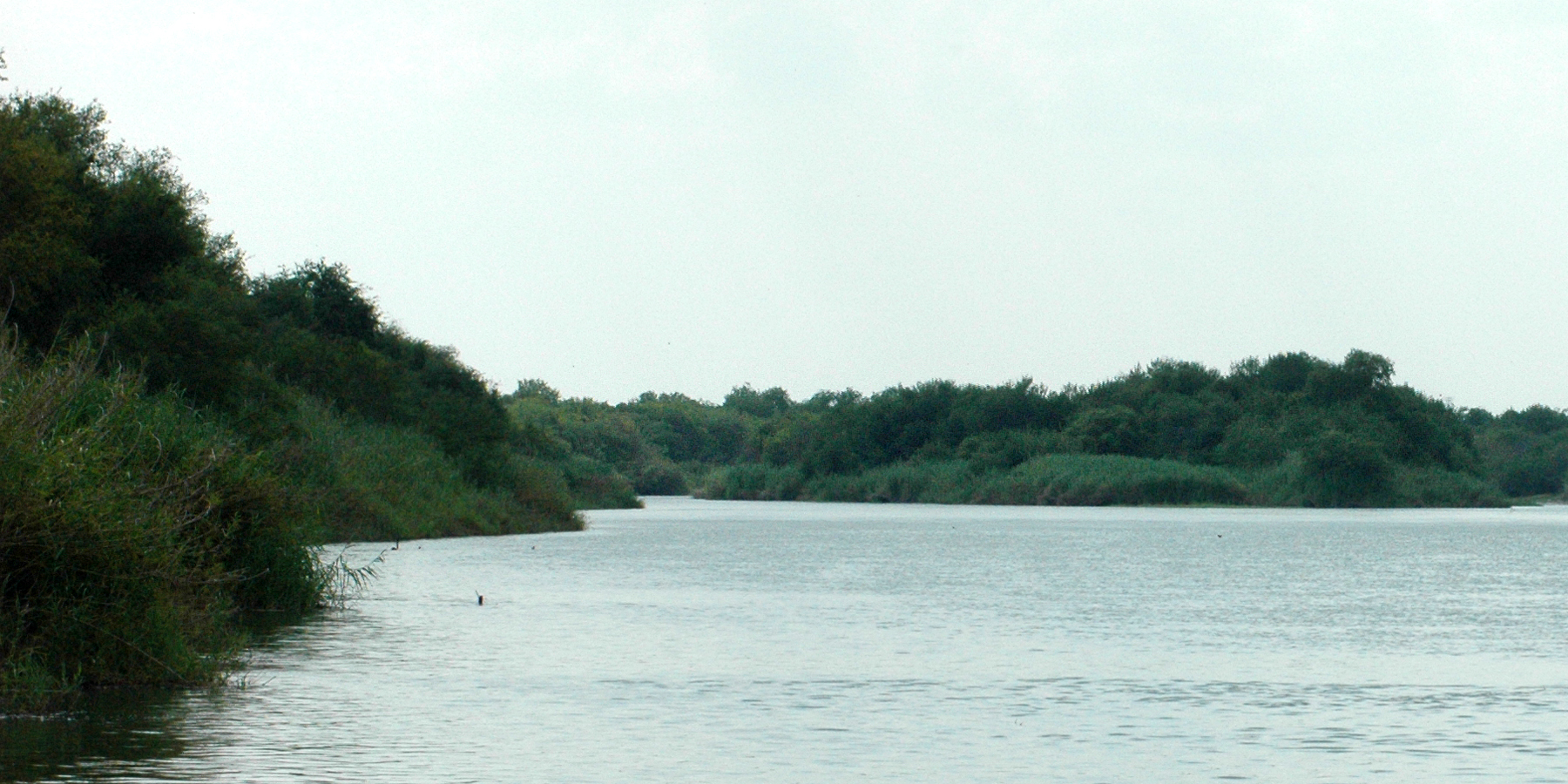
Ріо-Гранде в муніципалітеті М'єр[en], Тамауліпас
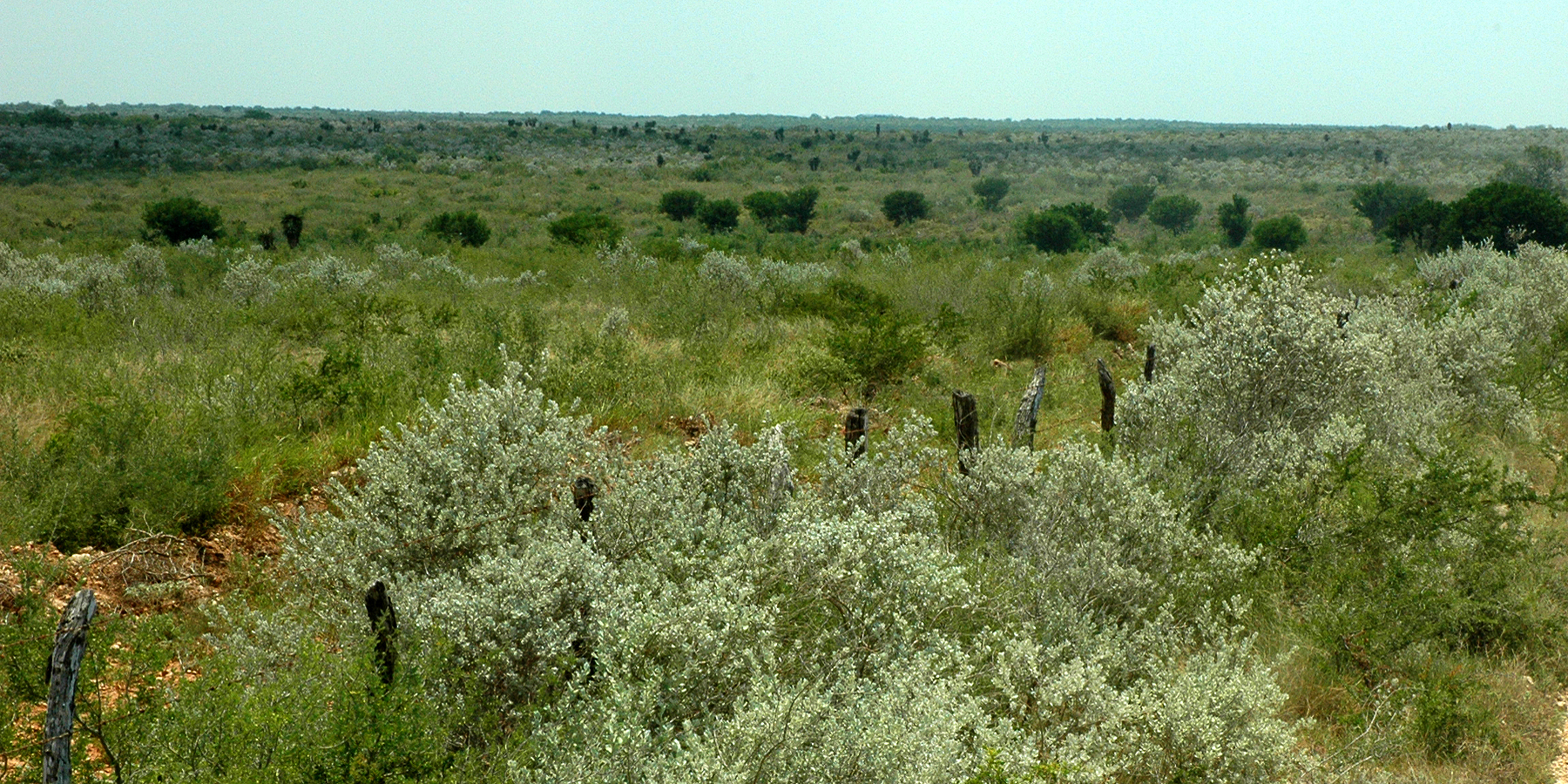
Мескіталь в муніципалітеті Рейноса[en], Тамауліпас
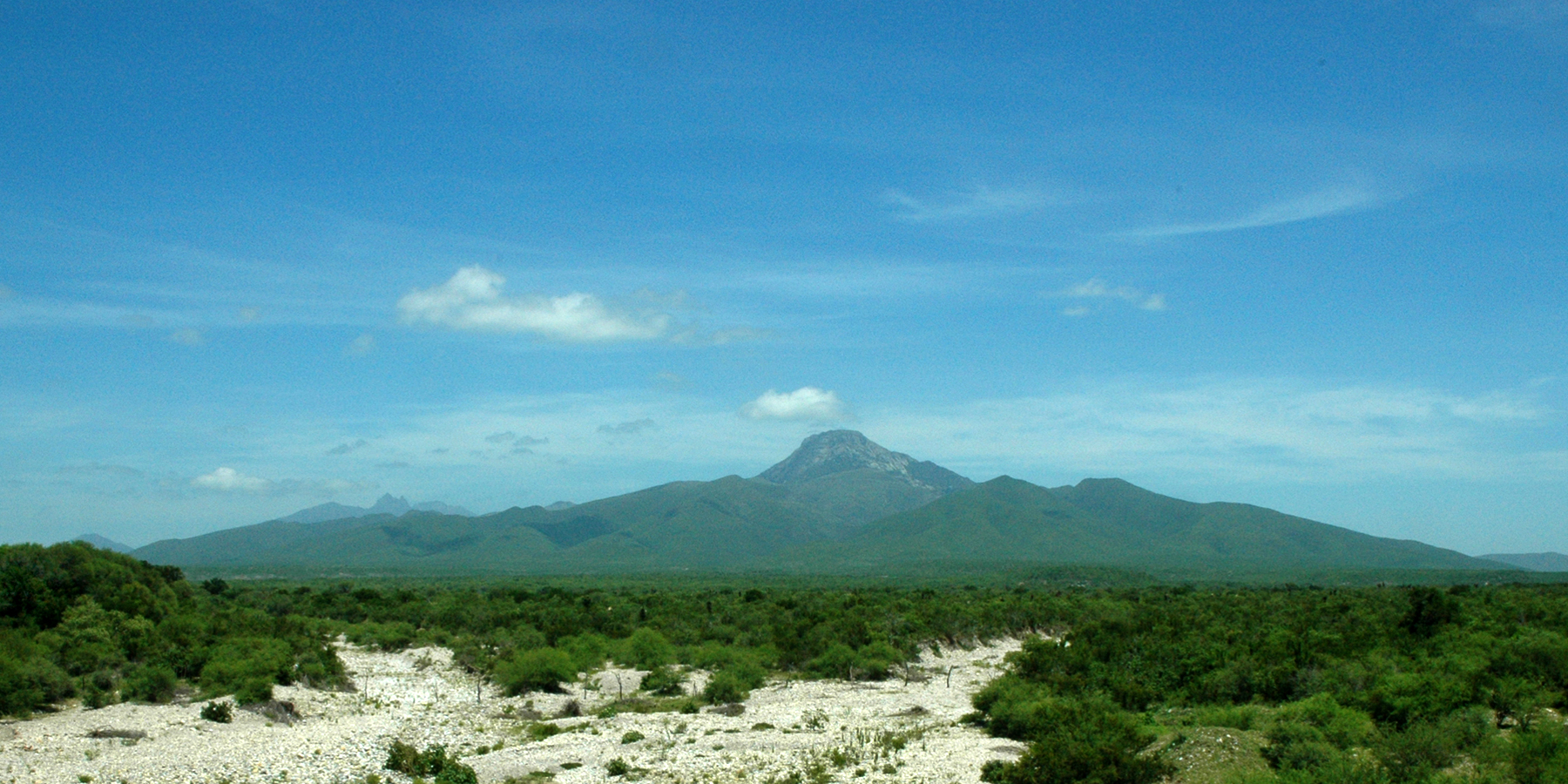
Гори Сьєрра-де-Сан-Карлос[en] в муніципалітеті Сан-Карлос[en], Тамауліпас